# 서양 미술사

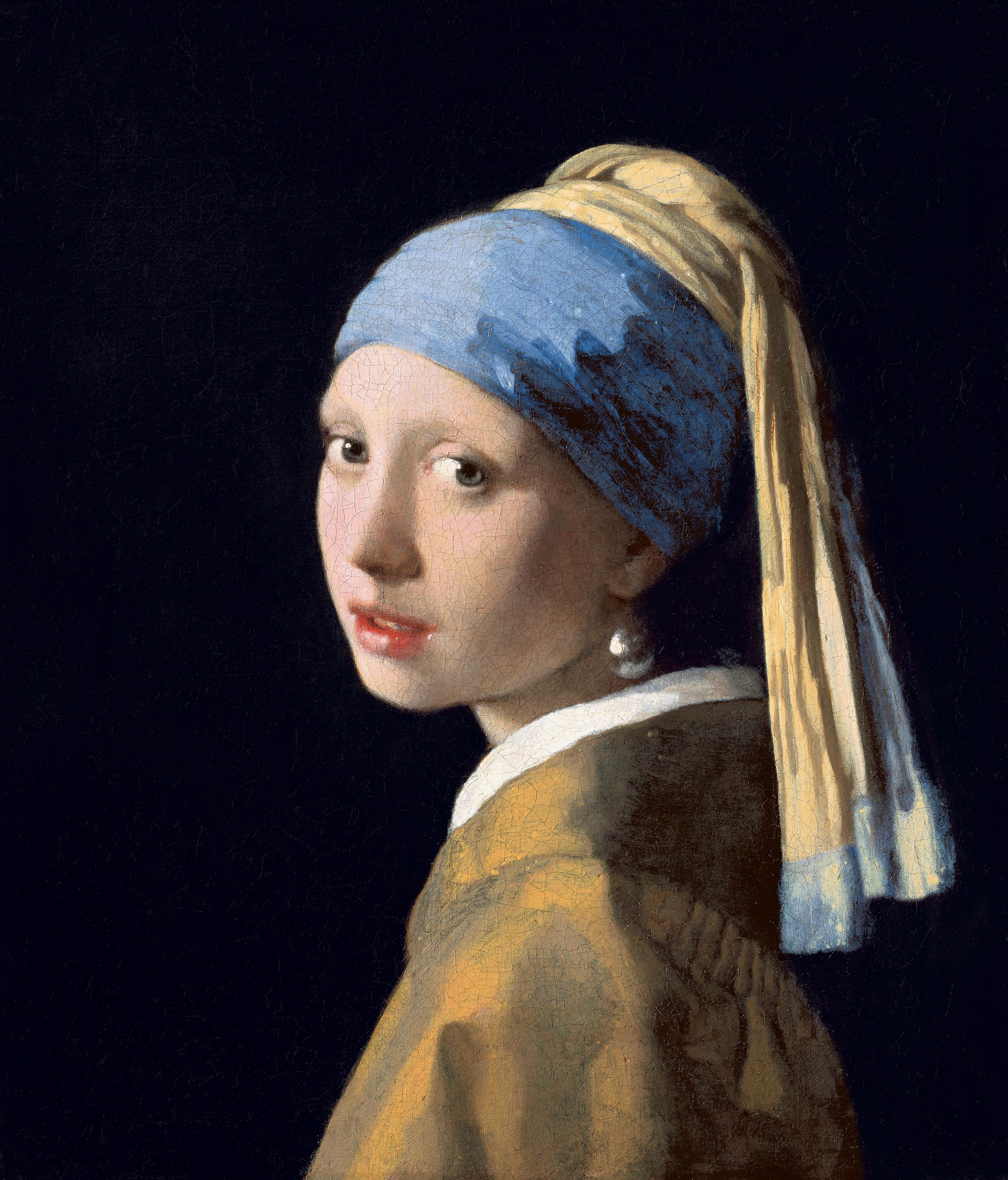
요하네스 베르메르의 진주 귀걸이를 한 소녀

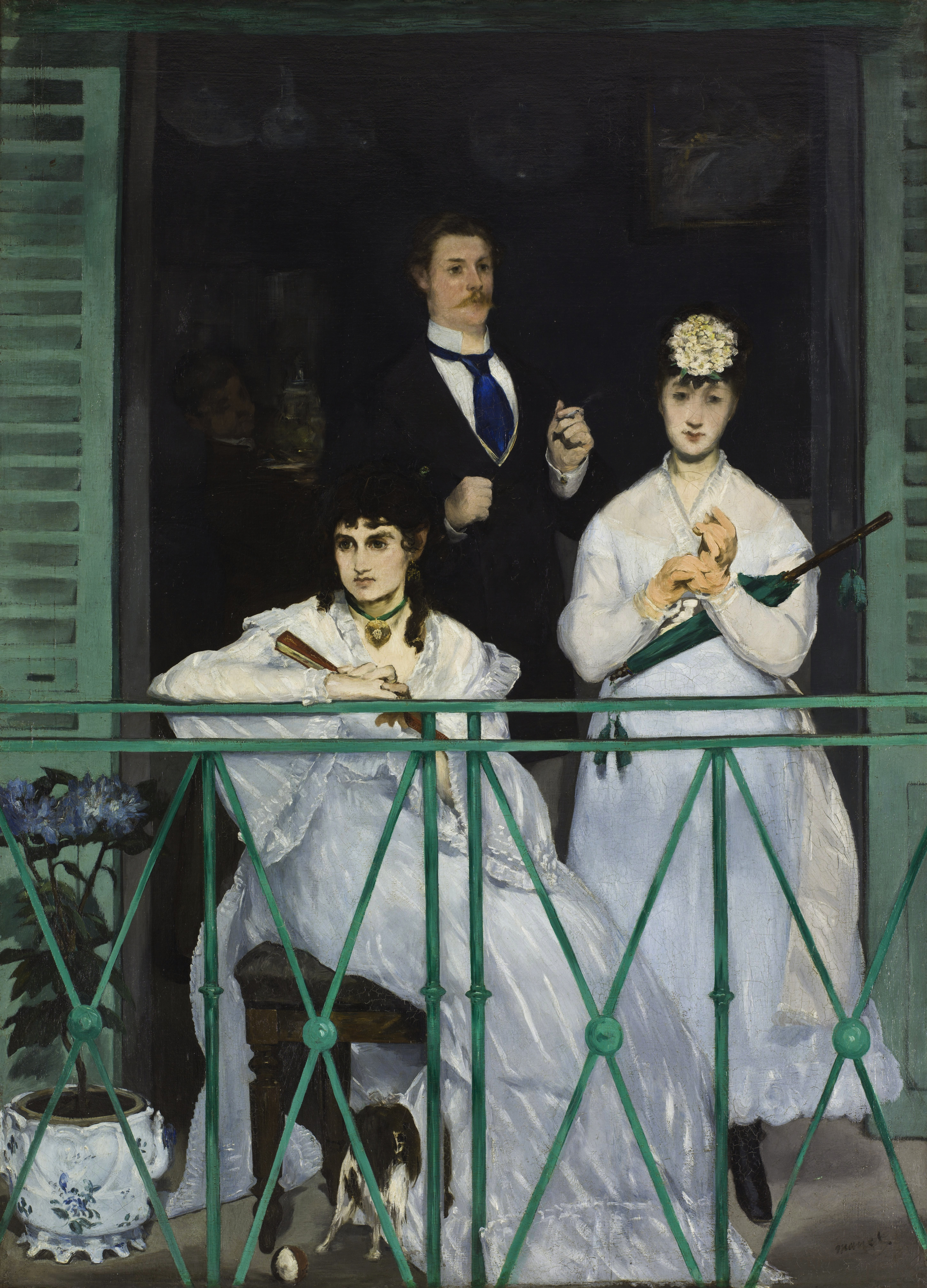
에두아르 마네의 발코니

서양 미술사는 서양에서 발생한 시각 예술의 역사를 망라한다.

## 서양미술의 역사
서양미술의 근원지는 현재의 유럽과 함께 중동지역, 서부와 남부 러시아를 기준으로 하며 이후에는 북 아메리카 지역까지 확장된다. 미술의 역사는 출토되거나 보존된 미술품을 기준으로 그 작품이 생겨나게 된 시대적 배경과 작가, 작가의 특성 등을 고려하고 있다. 미술의 역사는 인류의 역사 그 자체이며 따라서 미술의 역사를 말할 때 각 시대의 역사적인 사건들과 그 파장 또한 언급하지 않을 수 없다.
서양미술의 발전은 동양미술과 극히 많은 차이를 보인다. 서양미술의 역사의 시작은 고대의 기원전 4만년까지 올라가며 조각품과 동굴벽화에서부터 시작한다. 이후 여러 문명과의 교류를 거쳐가며 미술은 서양미술의 역사에 있어 매우 중요한 위치를 차지하게 된다. 이집트 문명 시절에는 왕과 신을 거대한 조각상으로 표현하기도 했으며 피라미드나 스핑크스와 같은 유명한 고대 건축물을 남기기도 하였다. 서양미술은 조각과 그림, 직물에서 건축물에 이르기까지 광범위한 분야를 포함하고 있으며 르네상스에 이르기까지는 종교적인 목적으로 제작된 작품들이 대부분이었다. 이후 르네상스 시대를 거치면서 서양미술은 극적인 발전과 변화의 시기를 맞게 된다. 이후 신고전주의와 낭만주의를 위시한 근대미술이 발전하였으며, 인상주의는 모더니즘 현대미술의 시작을 알렸다. 20세기 이후 미술은 포스트모더니즘 경향이 강하게 나타나게 된다.

### 선사 시대

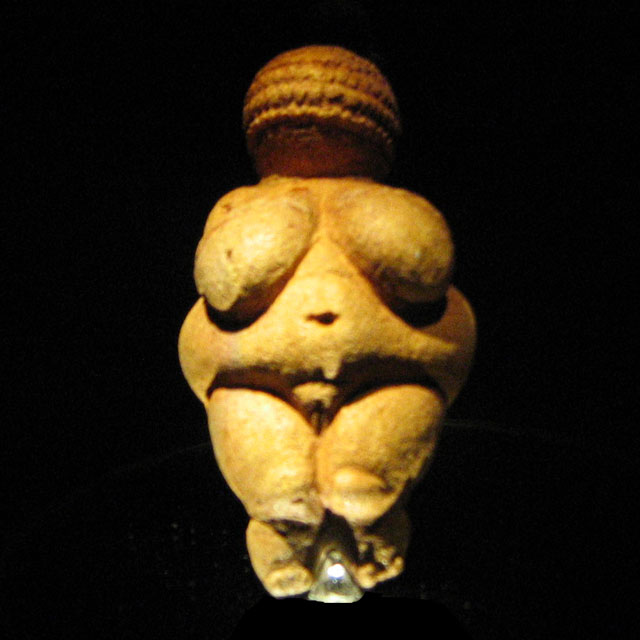
빌렌도르프의 비너스. 기원전 4만년전 경.

서양 미술의 역사의 시작은 분명치 않다. 기원전 4만년 전에 호모 사피엔스의 등장 이후 인류는 발전을 거듭하면서 최초의 미술 형태를 이루는 돌 조각품을 만들게 된다. 기원전 3만년에서 2만 5천년에 만들어졌을 것으로 추정되는 빌렌도르프의 비너스이라는 작은 조각품은 서양 미술의 역사에서 최초의 미술작품 중 하나라 여겨지고 있다. 그러나 고대에 만들어진 미술 작품들은 정확한 제작 연도를 추정하기 힘들며 작가는 물론 어떤 민족이 제작했는가에 대해서도 알 수 없다. 즉, 미술의 역사는 사실상 이미 역사가 시작되고 오랜 시간이 지난 이후에서야 비로소 쓰여지기 시작한 것이다. 고대의 미술 작품은 대다수가 유럽과 남부 러시아를 걸쳐 광범위한 지역에서 발견되고 있으며 재료는 대부분 돌이나 짐승의 뼈를 조각한 작품이거나 동굴 벽에 그려진 벽화들이다. 고대에 만들어진 미술 작품들은 그 용도가 관상용이 아닌 종교적이거나 교육적인 이유라고 추정되며 사람의 모습이나 들소, 야생말, 다른 야생동물 등 일상적이고 그들이 흔히 보는 모습들을 소재를 다루고 있다.

### 고대

#### 미노아 문명

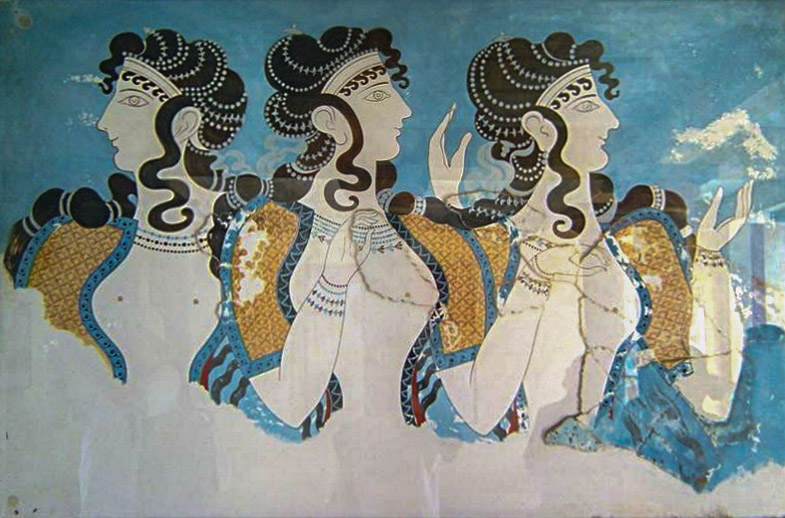
크노소스의 프레스코 (기원전 1500년 경)

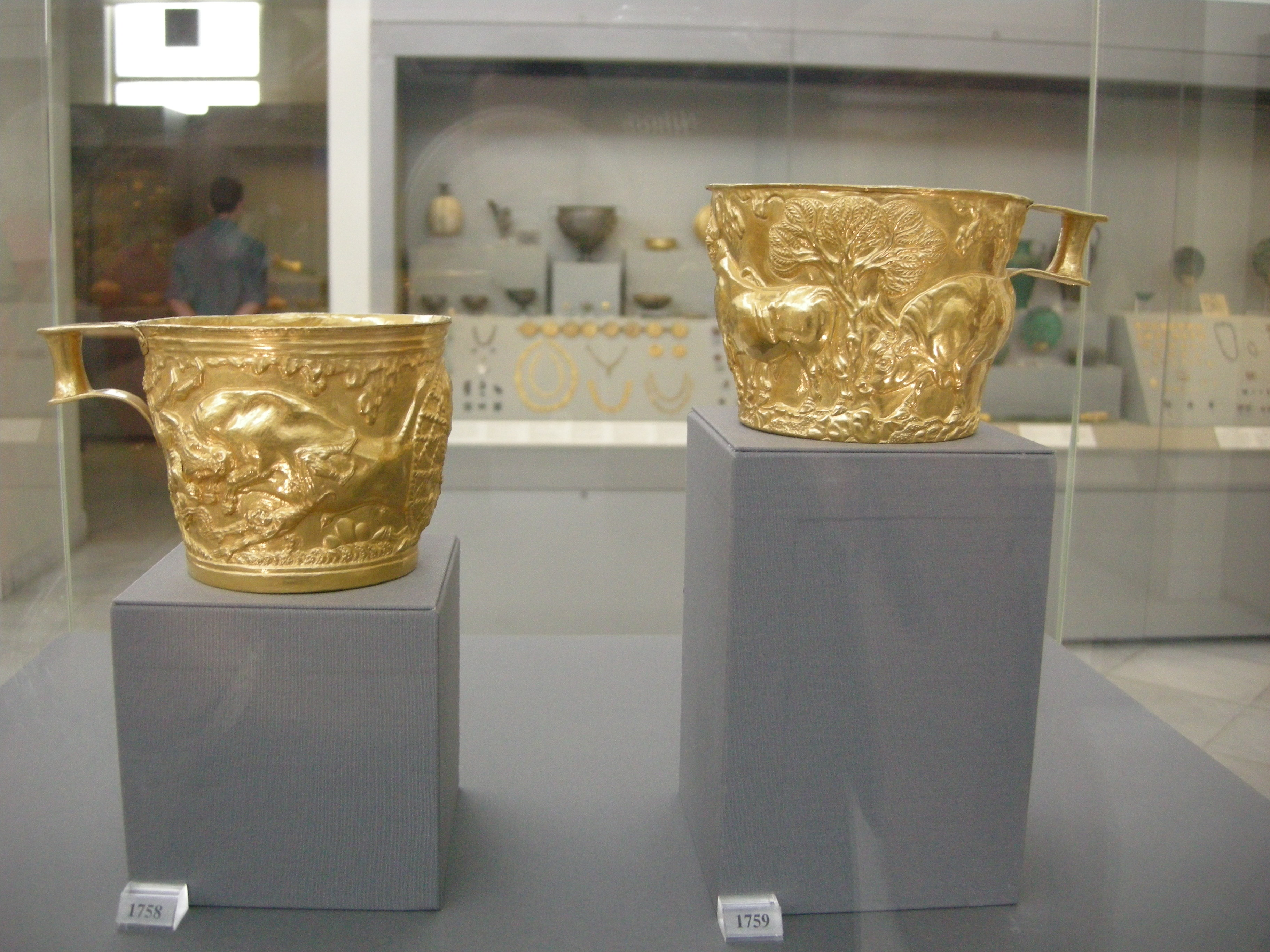
바피오의 잔

미노아 문명은 기원전 3000년의 오랜 옛날로부터 시작되어 기원전 2000년경에는 가치나 정도에 있어서, 이집트나 메소포타미아의 문명에 조금도 손색이 없는 고도의 문화를 전개하였다. 이 문명은 다른 먼 곳에서 이식된 것이 아니고 크레타섬에서 자생한 것이다. 크레타 문명은 중기 미노스 시대(기원전 2200∼1700년경)에 제1의 성기(盛期)에 달했다. 이 시대는 이집트의 중왕국 시대에 해당된다. 크노소스나 파이스토스가 세력을 확장하기 시작한 것은 이 시대이다. 계속되는 후기 미노스 시대의 제1기(기원전 1700∼1500) 내지 제2기(기원전 1500∼1400)에는 원숙한 황금시대를 맞는다.
크레타인은 대리석이나 청동의 큰 조상(彫像)은 만들지 않았다 하더라도 미술의 다른 분야에서 예술적 재능을 보여 준다. 벽화를 보면 그들이 특히 자연이나 동물에 대해서 친숙한 감정을 가지고 있음을 알 수 있다. 남자는 허리가 호리호리하고, 대체로 허리에 띠만을 두르고 있다. 여자는 꼭 끼는 옷을 입었고, 그 스커트에는 이따금 꼰 끈이나 레이스의 장식이 붙어 있다.
크레타인의 사치는 금·은·상아·보석을 재료로 한 정교한 제품에 반영되어 있다. 바피오에서 발견된 한쌍의 잔은 하나는 황소를 포획하는 것을 표현하고, 다른 하나에는 그 사육(飼育)의 목가적인 정경이 묘사되어 있다.

#### 미케네 문명

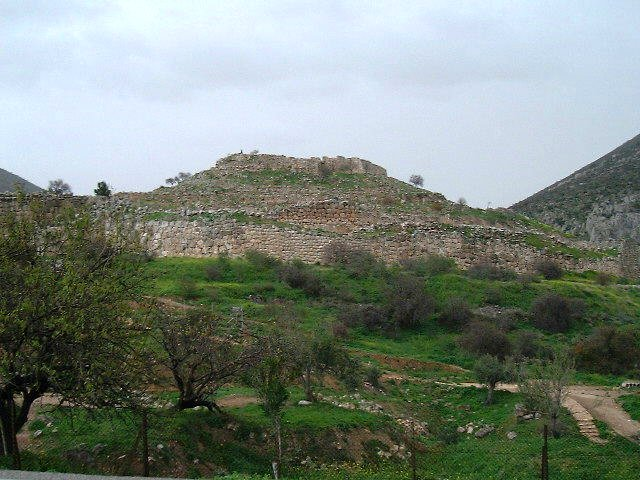
미케네의 성채

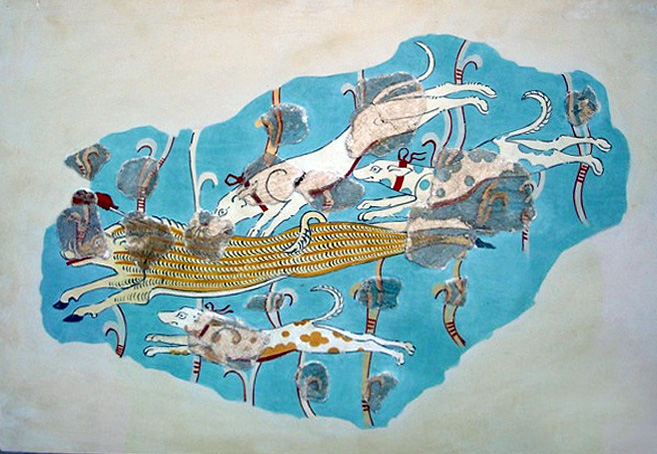
티린스에서 발굴된 벽화

카스피해 북동방(A. Nehring 설)의 옛땅에서, 기원전 3000년 후반에는, 이미 동·서 양 방향으로 나뉘었다고 생각되는 인도·유럽어족의 한 파가 발칸반도에 모습을 보인 것은 기원전 2000년 경으로 추정된다. 그들은 발칸반도를 남하하여, 이후 약 800년에 걸쳐, 계속 또는 간헐적으로 그리스 본토로 들어온다. 그 제1차가 그리스인의 한 그룹, 아카이아인이다. 그들은 기원전 1850년경부터 그리스 본토로 남하하고 얼마 안 가서 미노아 문명의 세계로 들어왔다. 처음에는 미노아 왕국의 세력하에 있었는지도 모르지만 계속 그 수를 더하여 오는 아카이아인에 의하여, 얼마 후에는 미노아 왕국과의 세력 관계가 역전되었고, 지중해 대지진이 미노아 문명의 괴멸에 박차를 가하였다. 기원전 1400년 경, 끝내는 크노소스가 멸망되었다. 이리하여 이번에는, 아카이아인이 에게해의 주인공이 되었다. 미노아 문명의 잔영(殘影) 밑에, 이 아카이아인이 창조한 문명의 한 시기가 미케네 문명이다.
미케네적 특색은 특히 건축에 나타나 있다. 미케네의 궁전은 크레타의 것과 같은 관(館)이 아니고 언덕 위에 쌓아올린 거대한 성(城)인 것이다. 미케네나 티린스의 산성(山城)이 그 대표적인 예다. 성 입구에서 차례로 통로를 더듬어 궁전의 깊숙한 곳에 들어가면, 귀중품의 배치나 구조에 있어서 미케네인은 고유의 풍습을 지키고 있다. 가장 특색이 있는 것은, 앞뜰을 가진 메가론(megaron)을 채용한 것이다. 메가론이란 것은 그리스어로 '넓은 방'이란 뜻이며, 본디는 원시 그리스의 주거였다. 소위 '남자의 크고 넓은 방'의 평면도는, 안으로 깊이 들어가는 장방형으로서 현관 다음에 전실(前室)이 있고, 그 뒤에 커다란 주실(主室)의 있다. 주실 중앙에는 난로가 비치되어 있다.
미케네 궁전은, 이와 같이 거주 건축의 근본 형식에 있어서는, 그리스적인 특징을 나타내지만, 일반적으로 보면, 여기서도 크레타 미술에서 강한 영향을 받았다. 특히 건축의 세부(細部)나 내부의 장비(裝備)는 크레타 미술을 모방한 점이 많다. 무인다운 강건한 왕후들도 차츰 주거(住居)의 쾌적성을 충분히 즐기게끔 되었다. 그들은 기분이 좋은 거실이나 욕탕의 설비를 갖추고, 그들은 넓은 방을 좋아하는 벽화로 장식했다. 따라서 미케네 성(城)의 실내는 크레타의 궁전을 닮은 셈이다. 그런 경우, 회화에 있어서 미케네의 요소와 크레타의 요소가 결합했다고 하겠다.

#### 고대 그리스

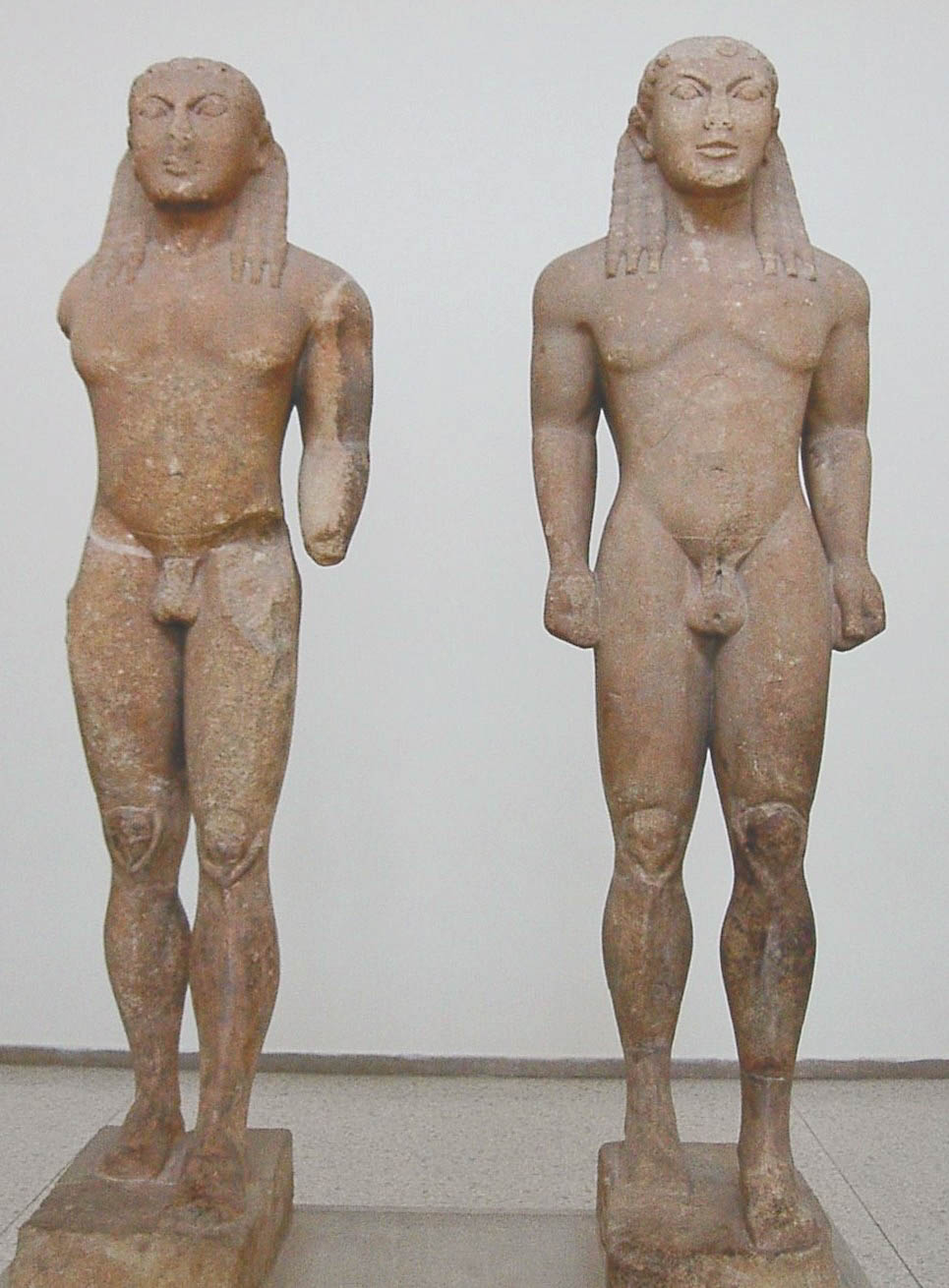
클레오비스와 비톤, 아르카이크기의 쿠로이(kouroi). 기원전 580년 경

크레타·미케네의 미술은 그 후의 시대인 그리스 미술과 비교하여 미적 감각이나 미술상의 양식에 있어서 상당히 다른 것이며, 크레타·미케네의 미술이 반드시 그리스 정신을 나타내는 것이라고 하기는 어렵기 때문이다. 그리스 미술은 극히 조소적(彫塑的)이며, 간소하고 또한 장중(莊重)한 데 대하여, 에게해 미술은 현저하게 회화적·공예적이어서, 기념비적인 조각은 근소한 예외를 빼고 거의 존재하지 않는다.

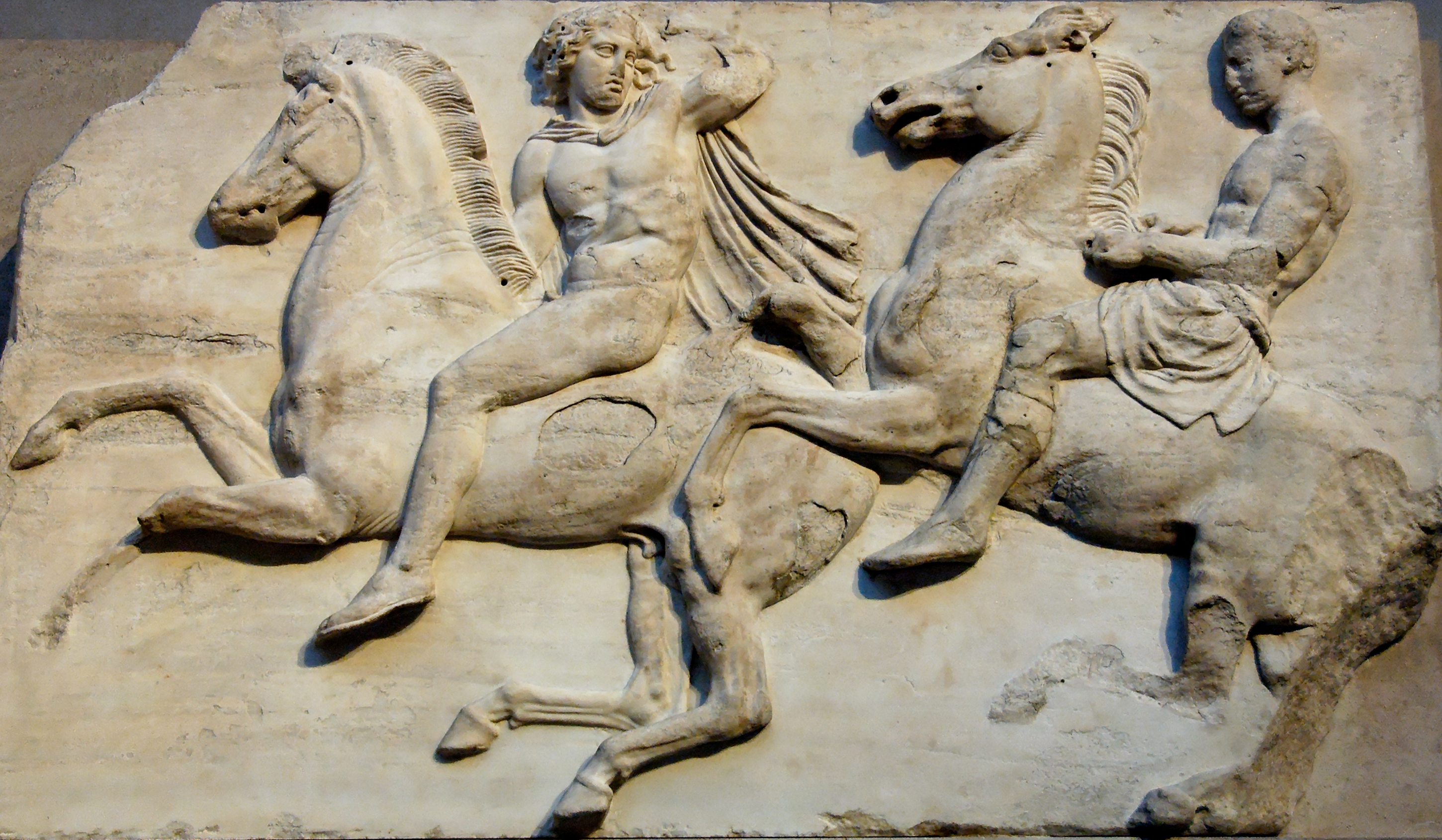
파르테논 프리즈. 기원전 5세기

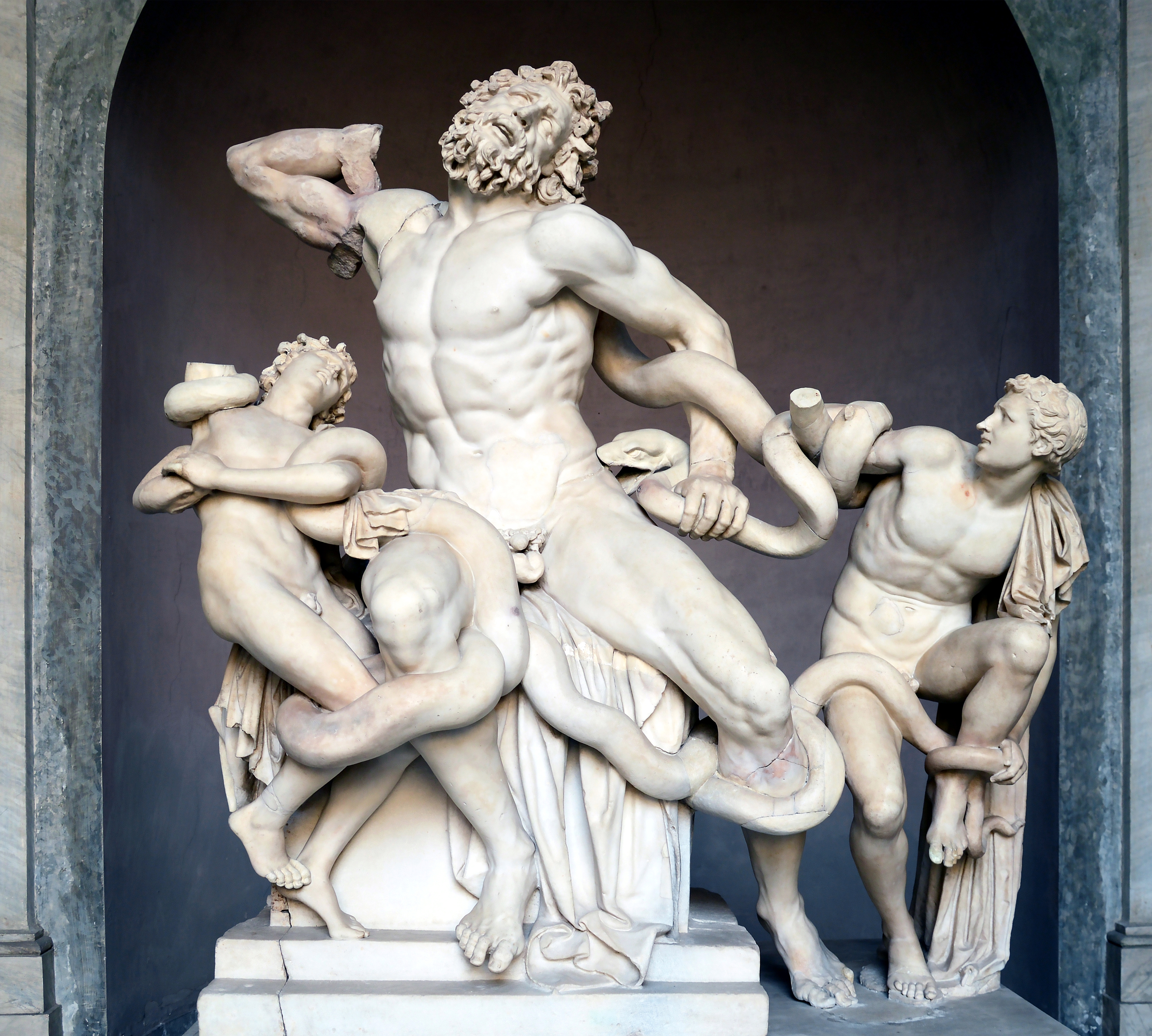
라오콘 군상 (헬레니즘 후기).

기원전 10세기 말에 이르러 고대 그리스에서는 사람이나 동물을 기하학적 모형으로 표현하는 양식이 나타나 기원전 8세기까지 유행하였다. 기원전 10세기부터 9세기에 걸쳐 성립된 그리스의 폴리스는 기원전 7세기부터 6세기에 걸쳐서 뚜렷한 발전을 하여, 지중해 주변 지역에 식민지를 건설하기 시작하였다. 이 시기, 이집트나 오리엔트와의 접촉하면서 대리석 기념물을 제작하는 방식을 습득하여 고대 그리스 조각은 아르카이크기(고졸기)에 진입한다. 페르시아 전쟁의 승리로 지중해 세계의 패권을 장악한 아테네에서는 5세기 후반부터 이상미를 추구하는 고전기에 돌입하였다. 알렉산드로스 대왕의 동방 원정으로 그리스 문화와 오리엔트 문화가 융합된 헬레니즘 시대에는 고전적인 감정은 격정·흥분에까지 높아지고, 운동은 격동·동요에 이르렀으며, 이러한 헬레니즘적 특성은 로마에까지 계승되었다.
그리스 건축 영역의 대부분을 차지하는 것은 신전이며, 또 그리스 건축의 구성의 아름다움과 특색이 특히 신전에 분명히 나타나 있다. 처음에는 전체의 비례나 개개의 부분의 형식이 각각이었으나, 기원전 6세기에 처음으로 엄격하고 때로는 수학적으로 정확한 건축 방식이 만들어졌다. 그리스 신전의 가장 중요한 부분은 건축의 구조상으로 보아 기둥 및 그 위에 얹히는 수평 부재, 즉 엔타블러처이며, 주범 양식은 각부의 비율이나 형태의 차이에 따라 도리아식·이오니아식 및 코린트식의 세 가지로 구별된다.

#### 에트루리아

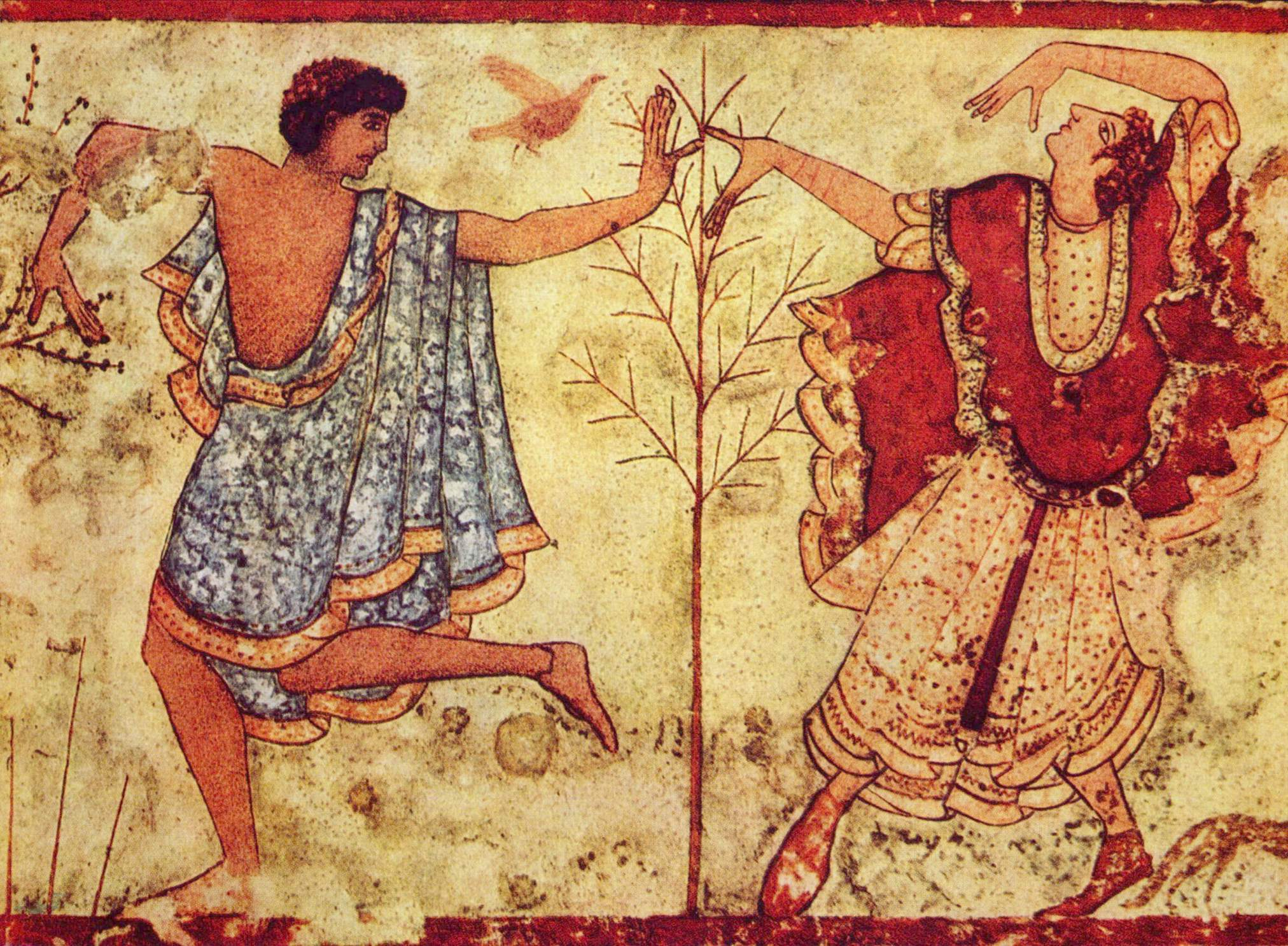
식탁의 묘에 그려진 벽화.

로마인보다 앞서 이탈리아 반도에 최초로 독자적인 문화를 남긴 에트투리아인은, 기원전 8세기경부터 기원전 2세기까지 북쪽은 토스카나 지방부터 남쪽은 로마에 이르는 지중해 연안 지역을 중심으로 한 중부 이탈리아의 거의 전역을 지배한 민족이다. 기원전 7세기경부터 이탈리아 남부의 그리스 식민도시를 통하여 그리스 문화와의 접촉이 빈번하게 되고, 기원전 6세기 이래 강한 영향을 받았다. 에트루리아인이 항아리에 그린 그림이나 분묘의 벽화의 주제가 그리스적 요소를 다분히 보인다. 건축·조각·회화·공예 등의 조형 분야에서는 에트루리아인이 독자적 예술을 발전시켰으며 그들의 분묘 예술은 그 가장 현저한 증거이다.
에트루리아 건축을 가장 특징짓고 있는 것은 분묘이다. 그 형식은 시대에 따라 상당히 다르며, 정자형(井字型)·장방형·사각형·원형 등 각양각색이다. 가장 오래된 유적(遺蹟)은 빌라노바 문화와의 혼성기라고 하는, 기원전 10세기부터 기원전 9세기경까지 거슬러 올라갈 수가 있다. 그 형식은 우물형인데, 가운데에 뼈항아리를 놓는 감실이 만들어져 있다. 그 후 기원전 8세기에 와서 새로운 형식의 장방형 분묘가 만들어지고, 다시 기원전 7세기 말 이후에는 궁륭 천장을 가진 순연한 분묘 건축이 나타났다.
에트루리아인은 여러 가지의 형태를 한 분묘를 만들고 거기에 많은 일용품을 부장함과 함께, 분묘의 벽면을 아름답게 채색한 벽화로 장식했다. 타르퀴니아의 분묘군에는 벽화가 가장 많이 보이는데, 그 중에서도 가장 오랜된 벽화는 <황소의 묘(Tomb of the Bulls)>로서, 기원전 6세기 중엽의 것이다. 기원전 5세기가 되면 <남작의 묘(Tomb of the Baron)> <식탁의 묘(Tomb of the Triclinium)> 등에서는 색채가 부드러워져서, 구도에 조화와 통일이 있는 엄격한 화풍이 나타났다. <남작의 묘>의 기법은 일반적으로 쓰이고 있던 프레스코가 아닌 템페라를 사용하고 있었으며, 인물 사이에 나란히 선 수목이나 작은 새들의 묘사는 사실적이다. 이것들은 분명히 그리스 회화의 영향이지만, 자연과 인물의 환경 묘사는 그리스 회화에서 볼 수 없는 에트루리아 회화의 특징이다.

#### 고대 로마

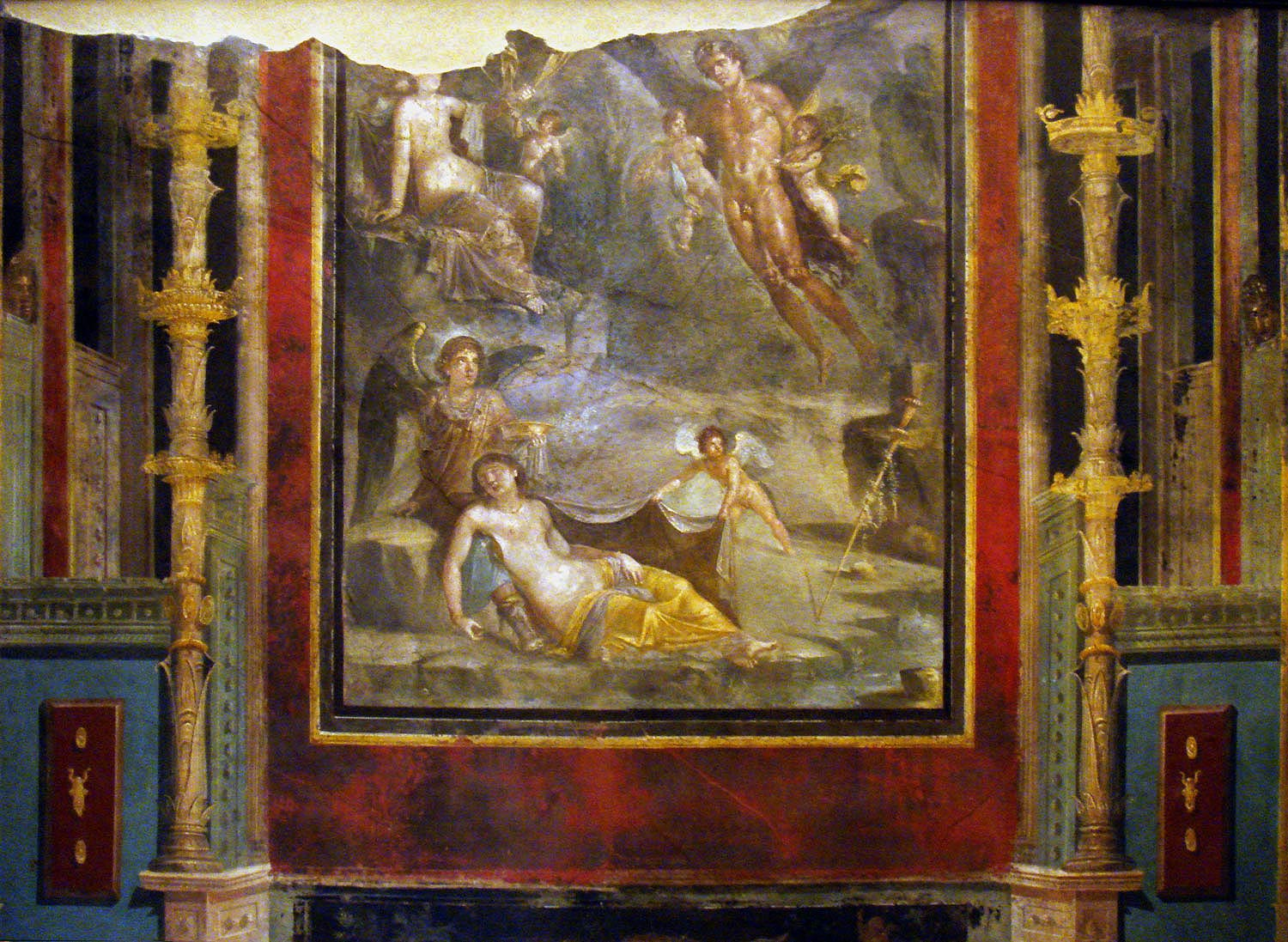
제피로스와 클로리스의 결혼을 묘사한 프레스코, 폼페이

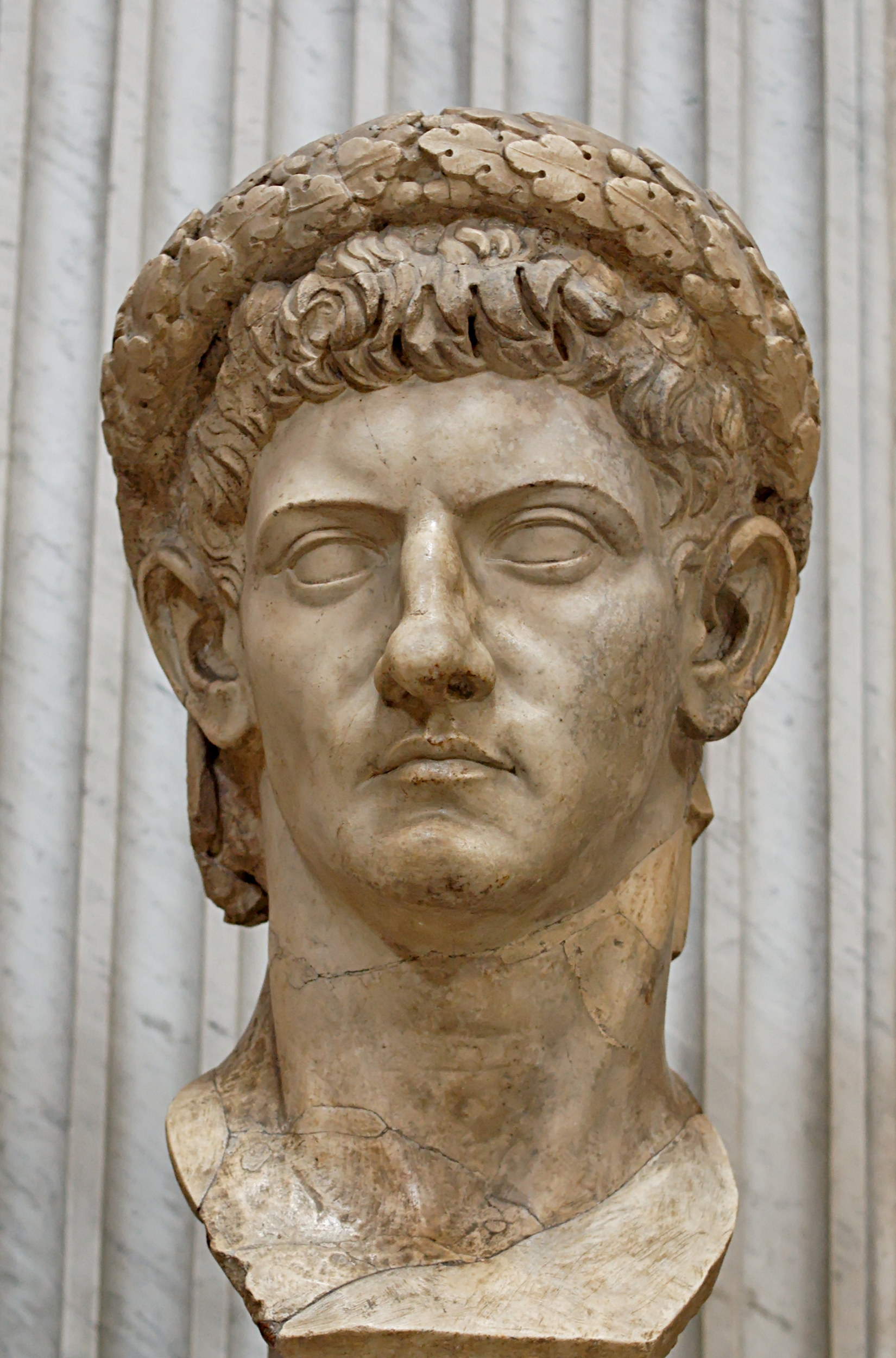
클라우디우스의 두상

로마 미술은 북방의 에트루리아 미술과 반도 남부의 그리스 식민도시 미술의 영향을 받아서 싹이 트고 발전한 것이다. 로마는 현실적·행동적인 요소를 에트루리아인으로부터 받아 계승하면서 그리스적 형식을 모방했다. 기원전 2세기 후반에 그리스를 정복한 이래, 매우 많은 수의 그리스 조각이 로마로 운반되었다. 다수의 그리스 예술가가 로마에 초빙되어 그리스 명작을 모방했다. 청동의 원작은 대리석에 되새겼고, 그것들은 로마인의 취미나 헬레니즘 시대의 자연주의적인 경향으로 약간 변경되어 갔다.
로마 미술의 특성은 건축에서 유감없이 발휘되고 있다. 로마의 건축은 기둥과 들보로 되는 그리스 건축의 구성과, 에트루리아의 성문이나 분묘에 쓰이고 있는 아치형을 채용하였다. 구조면에 있어서는 아치형의 채용에 수반해서, 벽돌이나 돌을 가루로 만든 일종의 시멘트가 건축 공업에 채용되어, 거대한 건축의 건조를 가능하게 했다. 아치형에서는 상부의 중력은 원 둘레의 각 부분에 균등하게 중합(重合)하기 때문에, 기둥의 수를 줄이고 내부를 넓힐 수 있다.
조각에 있어서는 그리스의 영향이 특별히 현저하여, 기원전 2세기 후반에 로마가 그리스를 정복한 이래 대부분의 그리스 조각이 로마로 운반되고, 또한 파시텔레스를 비롯하여 다수의 그리스의 예술가를 로마로 불러들여서 고전의 명작을 모방시켰다. 초상 조각에는 로마 조각의 훌륭한 독창성이 보이는데, 그것은 단순한 용모의 모방이 아니라 성격 묘사의 교묘한 점인 것이다.
로마의 회화는 헬레니즘 회화의 수용에서부터 시작한다. 헬레니즘 회화의 원작은 헬레니즘의 여러 지역에서는 거의 잔존하지 않는다. 그러나 기원후 79년에 일어난 베수비오산의 분화로 매몰된 폼페이와 헤르쿨라네움에 남아 있는 벽화를 통하여 헬레니즘 시대와 로마 시대의 회화를 알아낼 수가 있다. 프레스코 및 모자이크에 의한 그들의 화풍은 헬레니즘 시대의 정신을 반영하고, 감각적이며 신비적이고 산문적인 주제가 사실적 기법으로 그려져 있다.

### 중세

#### 중세 초기
서방 세계에서는 로마제국이 쇠퇴하기 시작한 4세기경부터 게르만의 여러 민족이 각지에 침입하여 새로운 지배자로서 정주(定住)하게 되었다. 로마제국 전역에 퍼져 있던 기독교는 이 지방민족(地方民族) 사이에도 깊이 침투되어 있었다. 이교(異敎)나 아리우스파(4세기 전반에 동로마제국의 교회내에 일어났던 이단파)를 믿고 있던 그들의 지배자도 5∼7세기에 걸쳐 점차 기독교(가톨릭)로 개종하고, 마침내 프랑크제국을 중심으로 서구적 기독교 미술이 형성되는 길이 열렸다. 고대제국의 붕괴로부터 소위 로마네스크 미술이 생겨났던 10세기경까지의 사이를 넓은 의미의 중세초기라고 부르고 있다.
메로빙거 왕조의 미술은 고전고대의 미술과 중세미술을 잇는 꼭 중간점에 있었다. 이 시대에는 갈리아(프랑스), 게르마니아(독일), 비지고트(에스파냐), 브리타니아(영국과 아일랜드) 등이 각각 다른 문화권을 형성하고 있었다. 일반적으로 구로마제국의 지배가 강했던 지역에서는 고전 양식을 좇은, 사실성이 강한 기독교 미술이 생겨나려 하고 있었으나, 알프스 이북이나 에스파냐에서는 북 또는 동으로부터 이동하여 온 게르만 민족과 선주민(先住民)인 켈트족이 가지고 있던 추상적인 형체감각이나 순수한 장식성과 결부된 조형(造形)이 행하여지고 있었다.

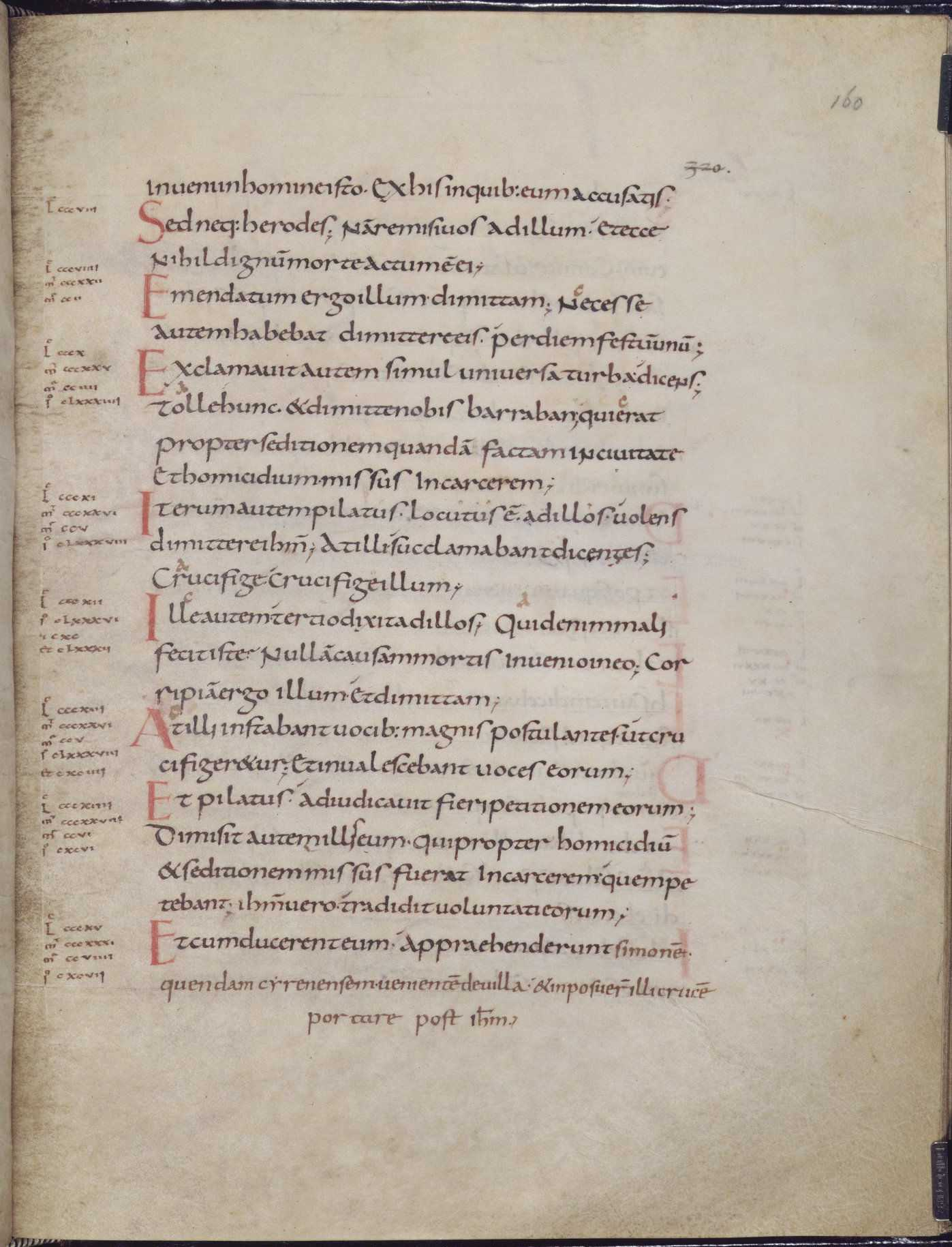
카롤링거 소문자. 카롤링거 르네상스의 산출물 중 하나이다.

8세기 말, 샤를마뉴(카를)는 스스로 서로마 황제의 왕관을 받아 고대 로마의 재래를 기대하며 동시에 문화적으로도 고전문화의 부활을 시도하면서 서쪽의 그리스도 교권(敎圈)의 지도적 지위를 구축하고 있다. 수도 아헨에는 프랑크인 아인하르트를 위시하여, 각지의 유명한 학승(學僧)이 모여 학예의 중심이 되었다. 조형예술도 예외일 수는 없어 이 학예운동에 포함되었다. 이보다 앞서, 대제의 부친 피핀이 랑고바르트로부터 탈취한 라벤나를 교황령으로 기증(756년)함으로써 궁정과 교회의 결탁(結託)이 성립되었다. 기독교 미술은 종래와 같이 신을 믿는 사람들이나 교단 가운데서 만들어지던 것으로부터, 점차 확립되어 가는 봉건제도하의 궁정이나 영주 등의 권력을 배경으로 만들어지는 것으로 성격이 바뀌어 갔다. 교회의 건축양식은 바실리카식으로 지어졌다. 공법은 석재를 쌓아올리는 로마 고래의 방법에 따라 주두(柱頭)가 있는 원주를 사용하였는데, 이미 목재 사용에 뛰어났던 북방 민족인 게르만인은 그 기술까지도 병용하여 지붕은 주로 목조로 하였다.

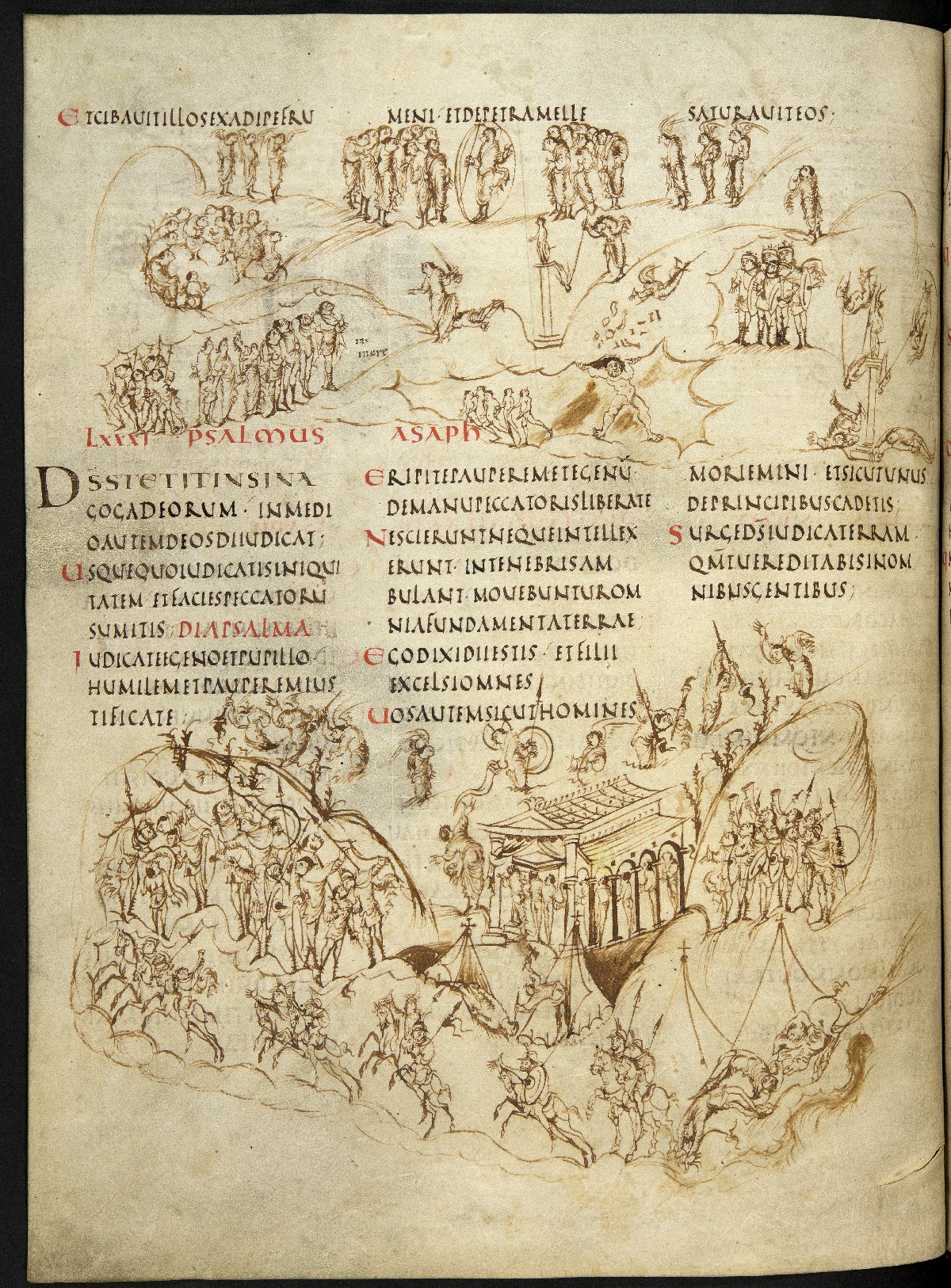
위트레흐트 시편집 (일부).

건축이나 그에 부수되는 미술이 대부분 소실된 오늘날, 소미술(小美術)이라고도 할 장식사본(미니어처)·제기·성기류(聖器類)의 공예품은 카롤링거 왕조 미술의 모습을 잘 전해 주는 것이다. 의전서인 성전(聖典)은 각 페이지는 물론이요, 표지까지도 금공이나 칠보로 아로새겨졌다. 동로마 제국에서는 성상 파괴 운동이 성행되고 있을 즈음 아헨에는 많은 성제기류가 동방으로부터 수집되어 왔다. 장식사본은 라인강 유역과 북프랑스 일대에 여러 유파가 형성되어 제각기 독특한 표현이 행해지고 있었다. 이들 여러 유파에는 몇 가지 공통점이 있었는데, 그 중 하나는 그리스도를 위시하여 사도 여러 성자의 풍부한 도상화(圖像化)이며, 그 둘째는 동적, 사실적인 형체 표현(예컨대 <위트레흐트 시편의 미니어처> 위트레흐트 대학 소장)과, 3차원을 의식한 볼륨 있는 채색법(가령 <고데칼크의 복음서> <카를 대머리 왕의 제일성서>, 둘 다 파리 국립도서관소장) 등이 있다.

#### 로마네스크
10세기부터 12세기(지역에 따라서는 13세기 전반까지)경까지를 로마네스크 시대라 부르며, 11세기에서 12세기 초에 걸쳐 그 전성기를 이루었다. 광대한 프랑크제국이 분열되고, 노르만인, 사라센인 등의 거듭되는 침입으로 서유럽에 혼란과 공백이 계속되는 사이에 각지의 봉건 제후는 세력을 넓혔고, 중앙집권제는 붕괴되었다. 미술활동도 궁정 중심의 전유럽적인 것을 상실하고, 각지에서 부흥한 수도원을 단위로 해서 창조되는 것으로 성격이 바뀌었다. 따라서 저마다 지방양식이 로마네스크 미술의 특징의 하나가 되게 되었다. 로마네스크란 원래 건축사상의 용어였다. 두꺼운 석조의 벽체, 아치, 돔을 가진 건축에 끼친 고대 로마의 영향을 크게 받아서 로마네스크(로마풍)라는 호칭을 붙였으나, 그 후 개념의 변화가 생겨 고대 로마의 전통을 가미하고 에스파냐를 거쳐 전해진 사라센 양식이나, 활발해진 수도원 상호간의 교류, 십자군, 성지 순례 등을 통하여 전래된 동방 여러 지역의 양식 또는 카롤링거 양식, 비잔틴 양식 등이 상호 영향을 주고받으며 생겨난 중세 중기의 양식을 가리키게 되었다.

#### 고딕

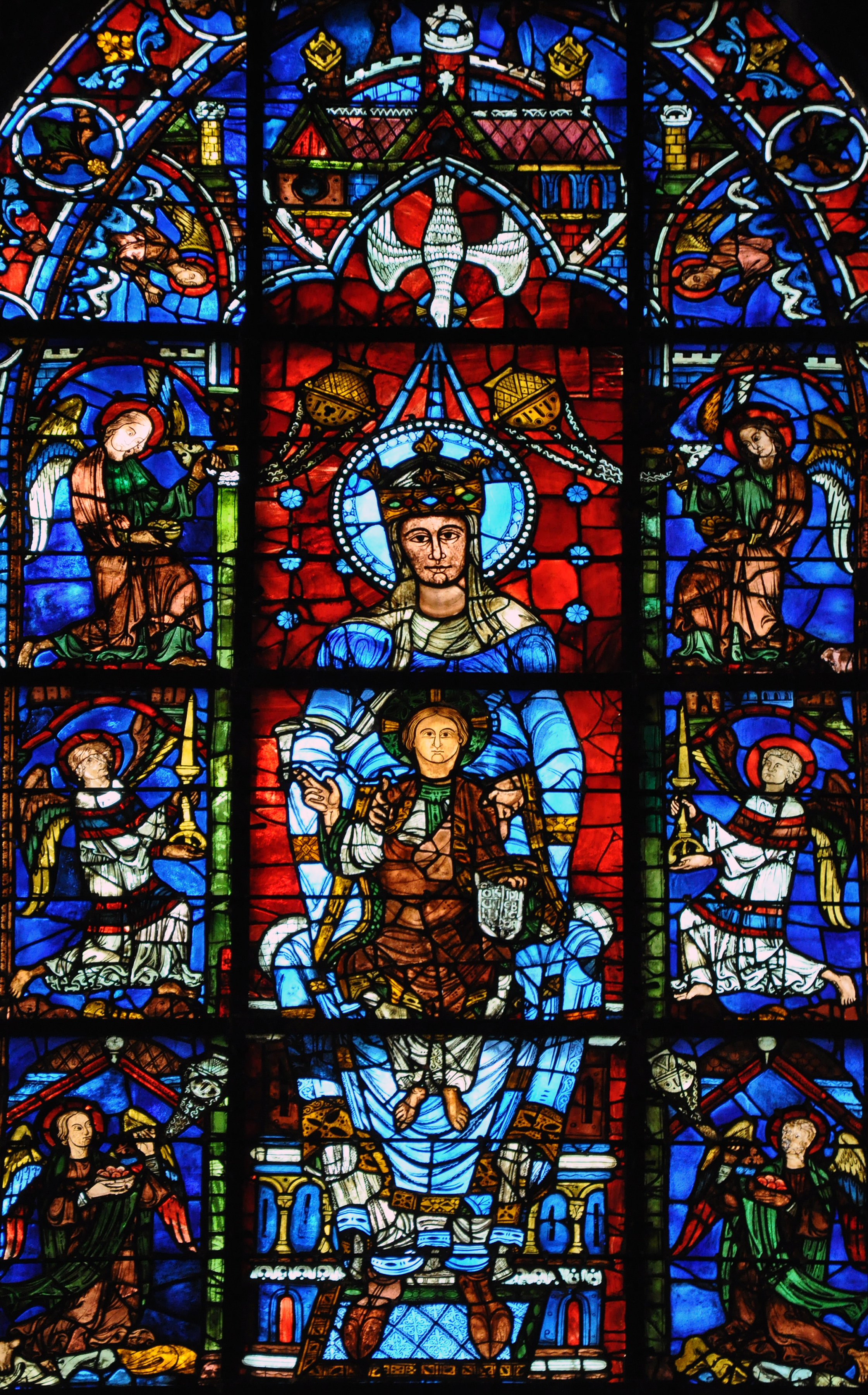
샤르트르 대성당의 스테인드 글라스

12세기 말 북부 프랑스에서 고딕 미술이 발생하여, 고딕 건축이 발달하면서 덩달아 발달했다. 프랑스에서 처음 유행한 이래로 서유럽 전반과 알프스 북부에 두루 퍼졌으며, 중세 유럽을 대표하는 미술 양식이 되었다. 지역 차이는 있으나, 고딕 미술 운동은 15세기경까지 계속되어 르네상스로 이어졌다.
로마네스크 건축에서 두껍고 넓은 벽면이 제거되고 크고 높은 들창의 형성이 가능해지자 스테인드 글라스가 발달하였다. 13세기까지의 기술은 주로 모양에 맞추어 자른 색유리를 H자형 단면을 가진 납 테에 끼워 한 장의 그림을 조립하고 필요에 따라 쇠 테로 보강하여 창으로 시공하였다. 이것은 게르만 켈트의 전통에 그 근원을 두고 있으며 긴 중세의 역사를 통하여 발달하여 온 소공예(칠보 등)의 색면 대비의 아름다움에, 투과광의 영롱함을 결부시켜 대예술로 발전을 본 것이다. 어두운 성당 안은 영롱하게 비치는 스테인드글라스의 색과 빛 속에 완전히 종교적인 분위기가 넘치게 되었다. 전형적 작품 예로 샤르트르 대성당의 150개에 가까운 크고 작은 창이 모두 스테인드글라스로 장식되어 있다.
이 시기에는 사실적 경향의 발달과 더불어 순수한 공예는 사양화(斜陽化)하나 사본류는 13세기의 파리를 중심으로 성행하였다. 교회에 귀속하는 것보다 귀족의 주문에 의한 것이 많고 랭부르 형제의 작품인 <베리공의 매우 호화로운 기도서>는 그 좋은 예이다. 북프랑스를 중심으로 발달한 고딕 회화는 후에 플랑드르파의 탄생을 맞게 되는 것이다.

#### 비잔틴 미술

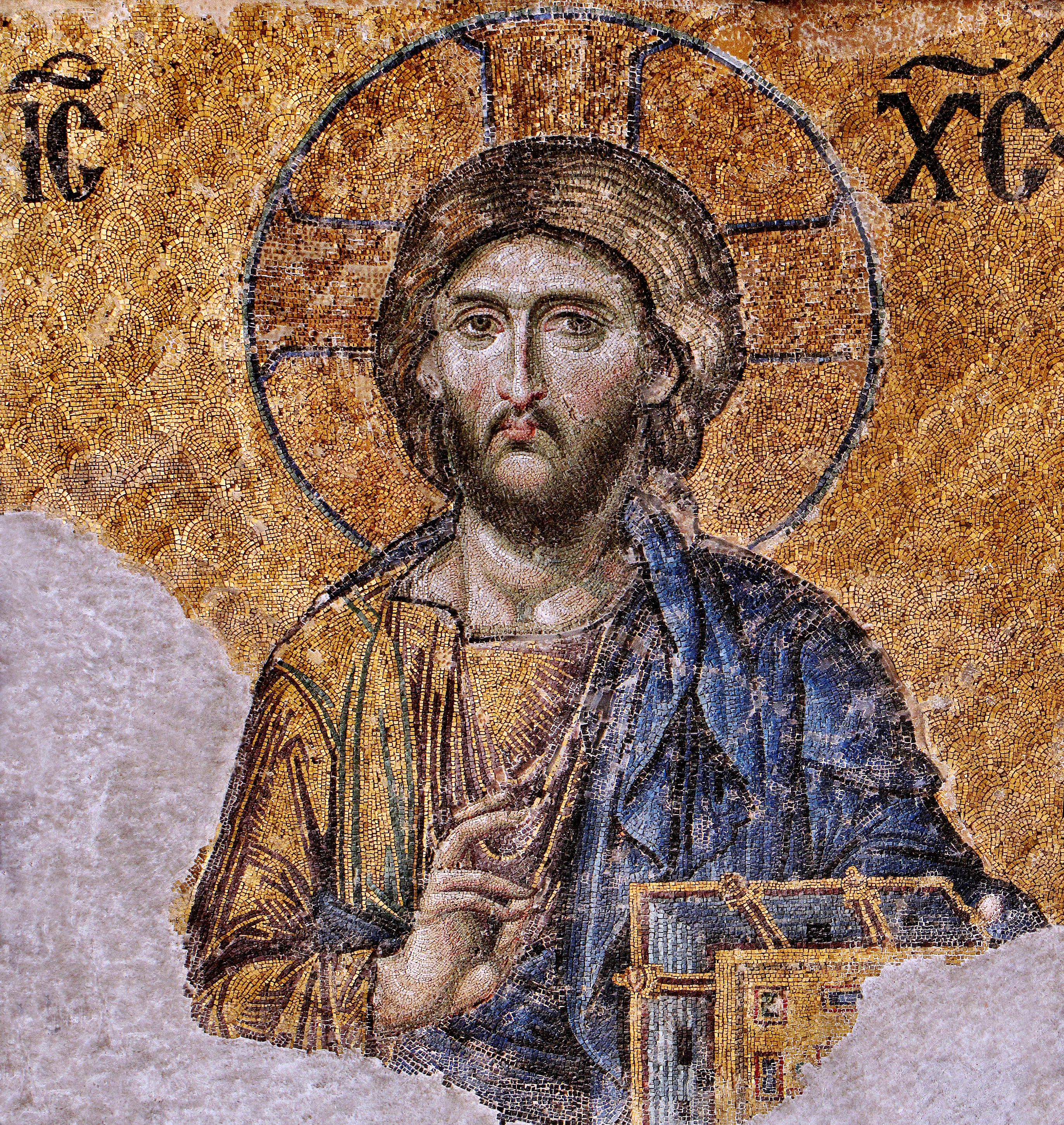
하기아 소피아의 비잔틴 모자이크. 1261년 경. 4.08 x 4.2 m

비잔틴의 미술은 고대 로마가 둘로 분열된 후 점차 쇠퇴되고 있던 서로마 중심의 라틴 미술에 대해서 콘스탄티노플을 중심으로 급속한 발달을 보았다. 콘스탄티누스 대제는 기독교 용인령을 공포하여 비잔틴의 미술은 그 출발점에 있어서 이미 궁정(宮廷)의 지지를 배후에 업은 기독교 미술로서 장대함과 호화로움을 특색으로 하고 있다. 지리적으로 동로마 제국은 기독교의 원천이 된 유대교의 신앙 지역이나 알렉산드리아·안티오키아 등의 그리스 문명의 유산을 보존하는 헬레니즘 문명의 중심지, 또는 동로마 제국을 자주 위협하는 강적 사산 왕조의 페르시아 등과 밀접한 관계를 갖는 위치에 있었다. 이렇게 인접해 있는 이질문명이 동로마제국의 전사(前史)를 이룬 로마적 지중해 문명과 융합되어 동방적 요소와 라틴적 요소를 가미하면서 헬레니즘의 전통 위에 새로운 국면(局面)을 더한 형태로 전개되는 것이 비잔틴의 예술이다. 6세기의 유스티니아누스 황제 시대에 최초의 전성기를 맞아 갖가지 중요한 문화 유산을 남겼으나, 8∼9세기에 걸쳐서 성상 숭배에 관한 논쟁과 사라센인의 침입이 겹쳐 문화적으로는 혼미한 상태에 있었다. 그 후 10세기에서 12세기에 걸쳐서 한때 재흥기(再興期)가 있었다.

### 르네상스

#### 이탈리아 르네상스

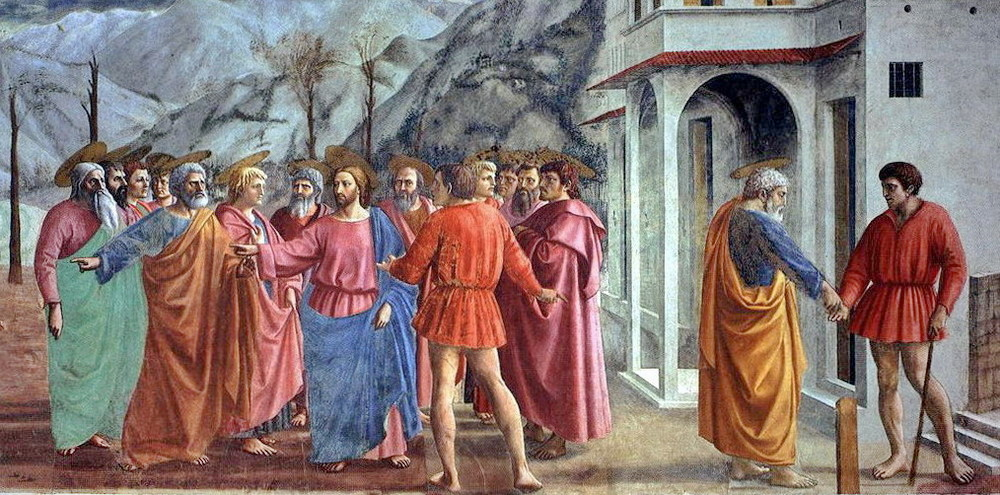
마사초의 《성전 세》. 1425년. 산타 마리아 델 카르미네.

이탈리아는 당시 동방 무역을 통해서 이슬람의 문화나 고대와 고전의 학문·예술 등이 유입되고 있었으며, 고대 로마의 고지(故地)로서 유적·유물에 접하는 기회가 풍부했다. 유럽 중세의 신에 대해 고대 그리스·로마의 인간이 대치되어 피안적(彼岸的)이 아니고 차안적(此岸的)·개인주의적이며 현실주의적인 생의 약동에 찬 문화가 시민계급에 의해 이 곳에서 창조되기에 이르렀다.
알베르티, 브루넬레스키가 건축에서, 그리고 기베르티, 도나텔로가 조각에서 이룬 새로운 방향으로의 전환이 회화에 있어서는 마사초에 의해 이루어졌다. 바사리의 열전(列傳)에 기술된 것처럼, 그가 프레스코화를 그린 피렌체에 있는 카르멜회 산타 마리아 델 카르미네 교회는 많은 르네상스 화가들의 수업의 도장이 되었다. 필리포 리피, 우첼로, 카스타뇨 등 피렌체의 화가들은 북이탈리아에서 한때 활동을 하였으며 특히 조토가 파도바의 아레나 예배당에 프레스코화를 그렸고(1306), 도나텔로가 그곳에 10년간(1443∼53) 체재하여 산토의 주제단(主祭壇)과 ⟪가타멜라타 장군 기마상⟫을 제작한 일은 마사초에 이어서 초기 르네상스의 중요한 화가인 만테냐에게 적잖은 자극이 되었다.

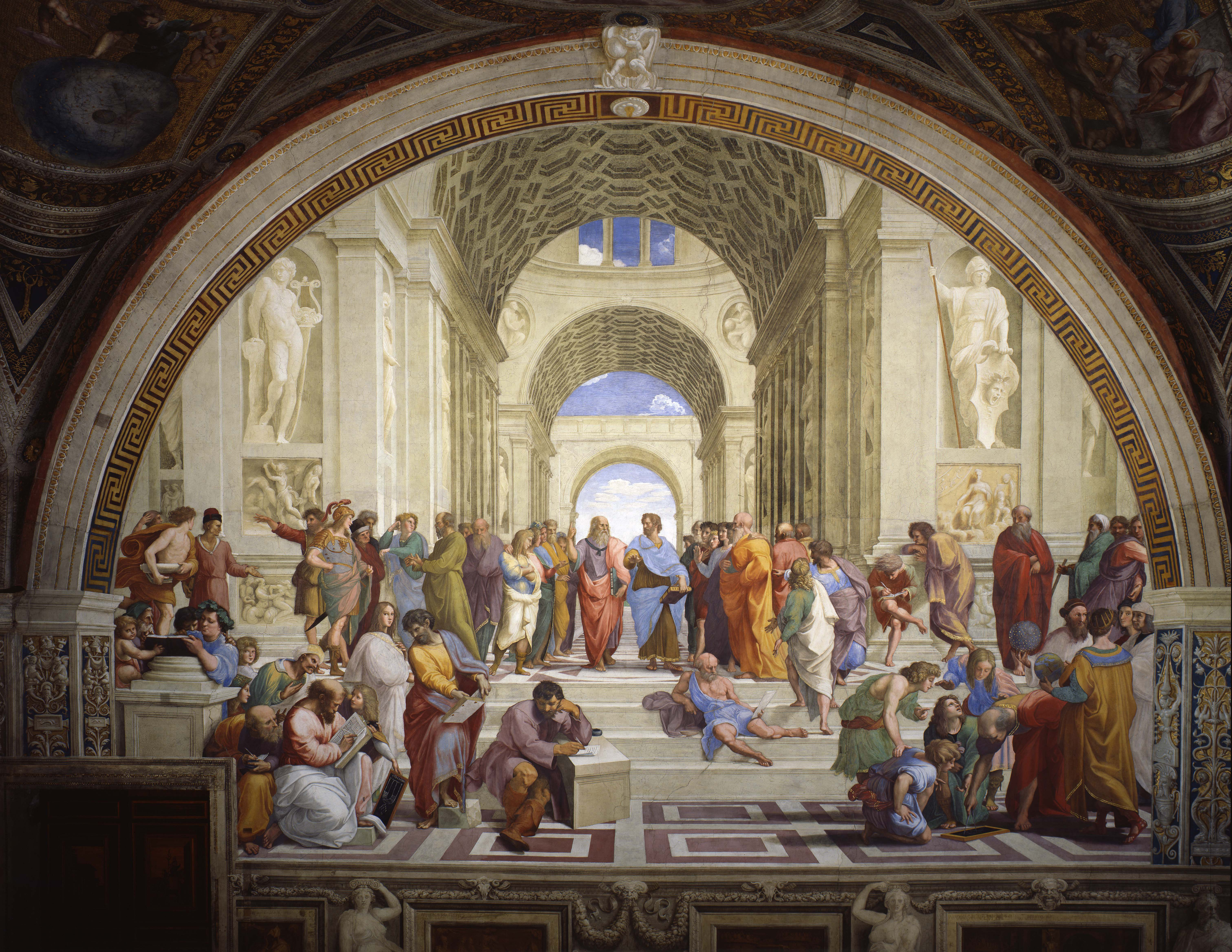
라파엘로의 《아테네 학당》. 1509년

피렌체파는 이탈리아의 피렌체를 중심으로 하여 14세기로부터 16세기에 걸쳐 르네상스 미술의 주류를 이룬 건축·조각·회화의 유파로, 특히 회화에서는 주지적 합리주의(主知的合理主義)·조형적 형태주의(造形的形態主義)가 그 특징이다. 주제에 관련이 있는 것만을 단순화하고, 또 이를 극적으로 묘사함으로써 ‘공간구성은 화면 안의 통일이다’라는 고딕과는 다른 형식의 회화를 만들어냈다. 피렌체파의 사실적 성과는 메디치가의 번영에 힘입어 르네상스 회화 발전의 주류가 되었다. 이 자연주의(自然主義)는 1400년대 예술의 주류가 되었으며, 자연과학의 발흥과 더불어 인체묘사·운동묘사·풍경묘사 등에서 새로운 국면이 열리게 되었다.

#### 매너리즘

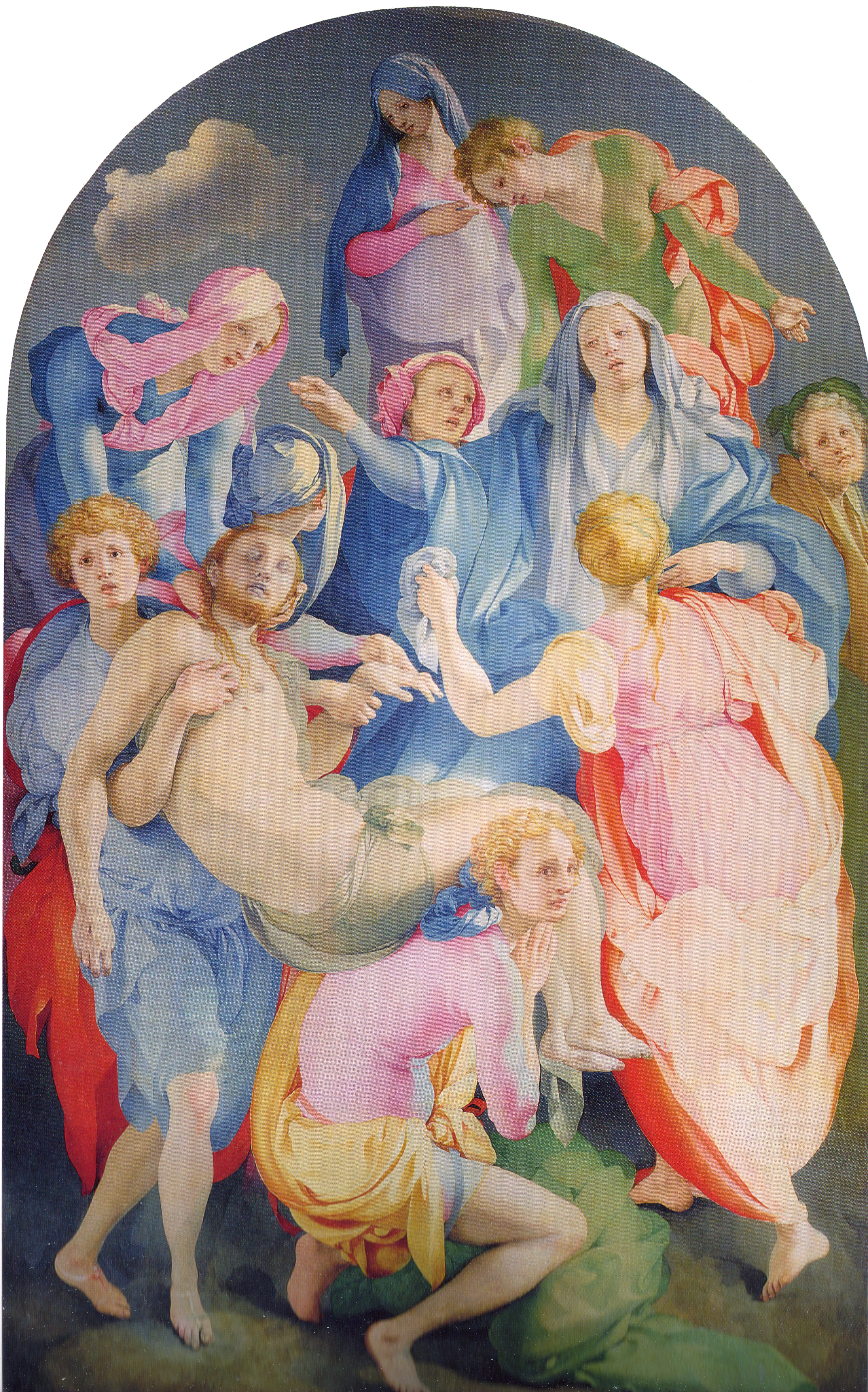
자코모 다 폰토르모, The Deposition from the Cross, 1525년-1528년

성기 르네상스에 완성된 고전주의 예술의 뒤를 이어받아, 거의 1520년 경부터 17세기 초두에 걸쳐서 주로 회화를 중심으로 매너리즘이 유행하였다. 이러한 양식을 낳게 한 역사적 조건으로서는 라파엘로이나 미켈란젤로의 완성된 힘찬 표현에 대한 경도(傾倒), 독일, 특히 뒤러의 작품을 통해서 전해진 북방 고딕의 강렬한 표현주의의 전통, 황제 카를 5세의 군대에 의한 '로마의 약탈'(1527)이나 종교전쟁에서 볼 수 있는 것과 같은 혼란한 시대 특유의 사회적 불안, 퐁텐블로의 프랑수아 1세나 피렌체의 코시모 대공을 비롯해 많은 예술 애호가 군주의 적극적인 보호정책을 들 수 있다. 표현은 극도로 세련된 기교, 곡선을 많이 쓴 복잡한 구성, 비뚤어진 원근법 등을 이용한 뜻하지 않은 구도, 명암의 콘트라스트나 복잡한 안길이의 표현에 의한 강렬한 효과, 환상적인 세부, 때로는 부자연스러운 프로포션이나 현실과 동떨어진 색채 등을 특색으로 하고, 자주 복잡한 우의적(寓意的), 추상적 내용도 포함하고 있다.

### 근세

#### 바로크

렘브란트, 《야경》, 1642년.

16세기의 매너리즘에 있어서 지적인 편중은 복잡한 우의(寓意)를 즐겨 쓰기도 하여 그의 호기심과 유희성은 환상적이기도 하고 에로틱하기도 한 작품을 만들어 세련된 유미주의(唯美主義)에 의해 귀족과 일부 지식계급의 주목을 끌었으나 이에 비해 17세기의 이탈리아 회화는 카라바조의 사실주의와 카라치의 아카데미즘을 두개의 축(軸)으로 하여 출발하나 이 양자가 모두 현실성과 감각성의 많고 적음의 여하로 매너리즘 회화와 구분되고 있다. 바로크의 창시자인 카라바조의 영향은 곧 에스파냐와 북유럽으로 퍼져 그 추종자를 '카라바제스키'라 불렀다. 특히 루벤스, 렘브란트를 낳은 플랑드르와 네덜란드는 바로크의 중심지가 되었으며, 에스파냐에서는 벨라스케스, 수르바란 등이 활동하였다. 프랑스에서는 니콜라 푸생 같은 작가가 있었으나 오히려 르네상스적인 '루이 14세 양식'이 성행하였다.

#### 로코코

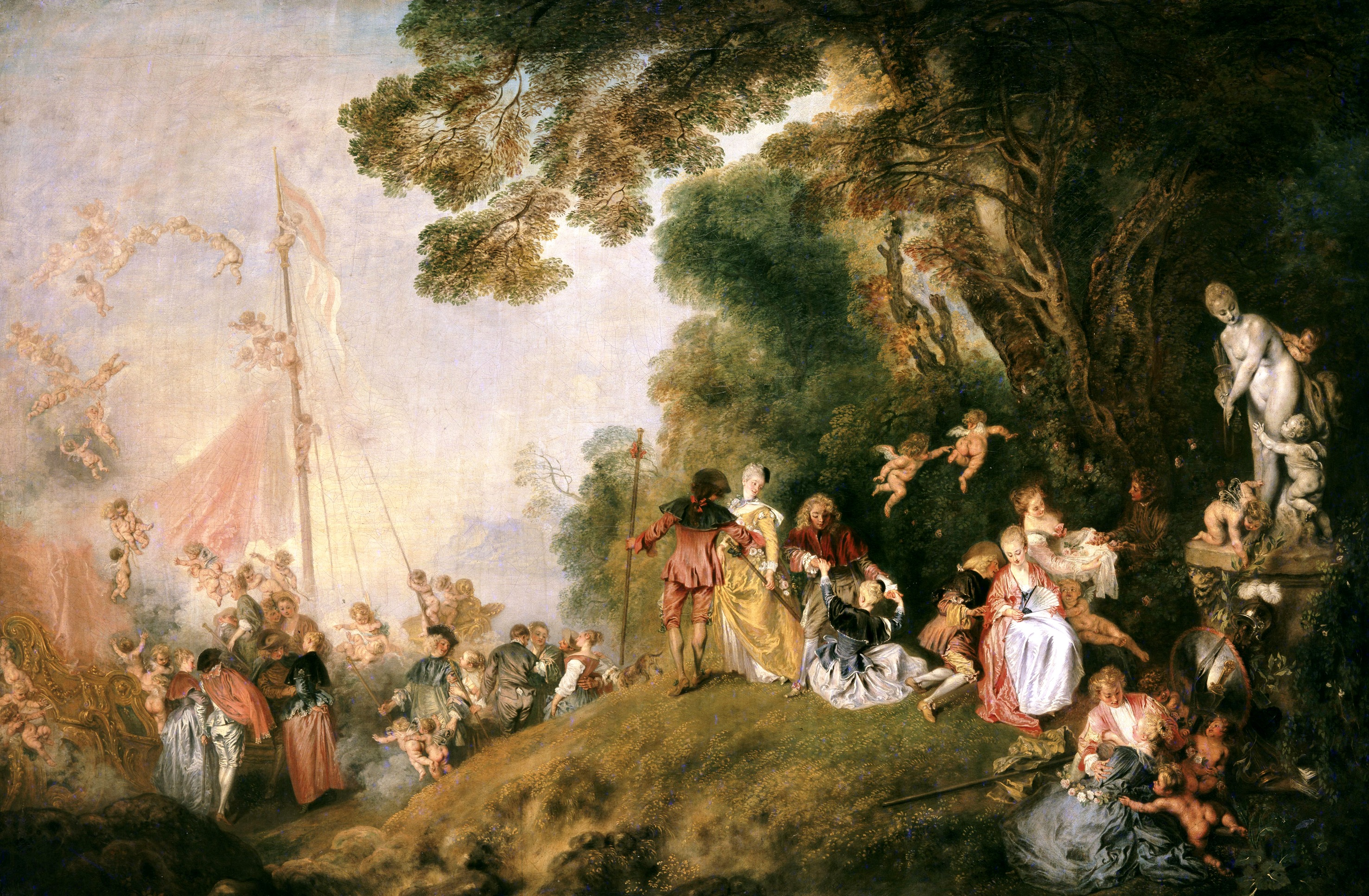
앙투안 바토, 《키테라섬으로의 출범》, 1717년

화려하고 장중한 베르사유의 예술은 루이 14세가 이전과 같이 현실 생활을 향락할 수 없는 나이가 되자 사교 생활의 중심으로서 재차 파리에 집중되었다. 파리의 세련된 생활 속에서 우아하고 경쾌한 로코코 예술이 육성되었다. 로로코 양식은 계몽주의와 더불어 전 유럽의 궁정 문화를 프랑스화하였다. 독일의 프리드리히 대왕, 오스트리아의 계몽 군주 요세프, 러시아의 예카테리나 여왕, 네덜란드·스웨덴·에스파냐 등 모든 나라의 궁정에 프랑스 예술가가 초청되어 커다란 영향을 주었다. 파리가 과거의 로마와 같이 유럽 미술의 주도권을 장악하는 것은 18세기 이후의 일이다.
앙투안 바토는 이탈리아 희극과 귀족적 환락을 결부시켜 풍요한 색채의 세계를 만들어 냈다. 그것이 페트 갈랑트(fetes galantes)라고 불리어지는 주제인데, 상류사회의 남녀가 숲과 정원에서 향연을 즐기는 장면을 그린 것으로 풍속화라고 볼 수도있으나, 귀족들의 덧없는 몽상(夢想)을 우아하고 요염하게 형상화한 것으로 거기에 덧없는 애수의 정이 서려 있다. 루이 15세의 치하 전반에 가장 환영을 받은 것은 이런 유의 회화로서, 파테르·랑크레 등이 이를 계승하였다.

#### 고전주의

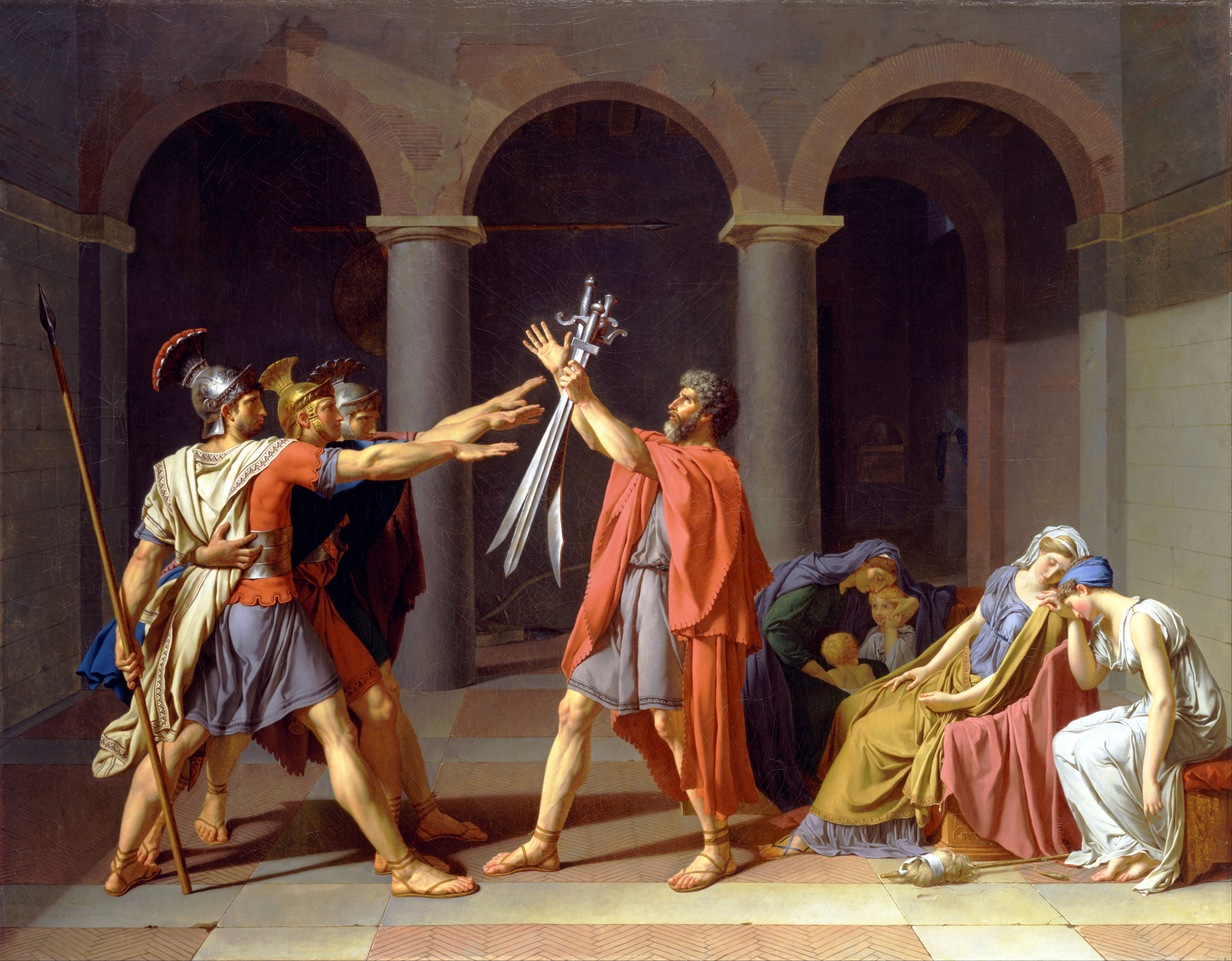
자크루이 다비드, ⟪호라티우스 형제의 맹세⟫, 1786년

미술에서의 고전주의는 문학과는 달리 18세기 말부터 19세기 초에 걸쳐 나타났다. 서구에서는 고대 그리스와 그에 이어지는 로마 시대가 문화의 이상으로서 존경을 모으는데, 그 예찬은 상기한 시대에서 엄격한 주의의 형식을 취하고 있다. 그 고대로의 관심은, 18세기의 중간 무렵부터 폼페이 및 그 밖의 지역에서 많은 고대의 유적들이 발굴되어서 비약적으로 높아지고 있었다. 그러나 미술에서 그 주의를 철저하게 추진시킨 것은 다비드로서, 다비드는 18세기 세상을 풍미했던 염미적 회화를 배격하여, 프랑스 혁명 전인 1785년에는 이미 ⟪호라티우스 형제의 맹세⟫를 발표하고 있는데 그것은 국난(國難)에 임하는 고대의 용사를 묘사한, 준엄을 극한 작품이었다. 고전주의에는 정신적인 엄숙감은 있지만 색채는 냉정이 지나쳐 생기가 부족하고, 미와 기쁨에서 멀어져서 그 엄격성은 곧 낭만주의를 유발하였다.

#### 낭만주의

외젠 들라크루아의 《알제의 여인들》. 1834년

혁명시대에 넘쳐 흘렀던 고대의 애국정신이나 제정시대에 보급된 고대의 영웅정신은 차차 사람들을 피곤하게 하여, 1800년에 이르면 그 반동으로서 낭만주의가 탄생한다. 낭만주의는 문학에 선명하게 나타나서, 그 무렵부터 중세의 이야기나 이국정서 등에 비상한 흥미를 보였다. 미술의 경우는 단지 제재를 문학이나 정서에서 구할 뿐만 아니라, 그것은 혁신적인 사상을 뿌리쳐 감정을 자유롭게 토로하고, 그 내용이나 색채에 훨씬 정열을 의식케 하는 표현을 하였다. 그로는 루벤스의 정열적인 색채에 심취하고 있으나, 한편에서는 스승 다비드의 엄중한 교의(敎義)를 존중하면서도 그 분방한 천성은 유감없이 작품에 나타나서, 특히 전쟁화에는 초연(哨煙)의 냄새와 더불어 사람을 뒤흔들 것 같은 감동이 움직이고 있다. 그로는 그 색채에서도 약동이야말로 작품의 생명임을 증명하고 있는데, 그로에 이어서 제리코가 나오고, 다시 들라크루아가 나타나서 낭만주의는 크게 발전하였다.

### 근대

#### 사진술의 발명

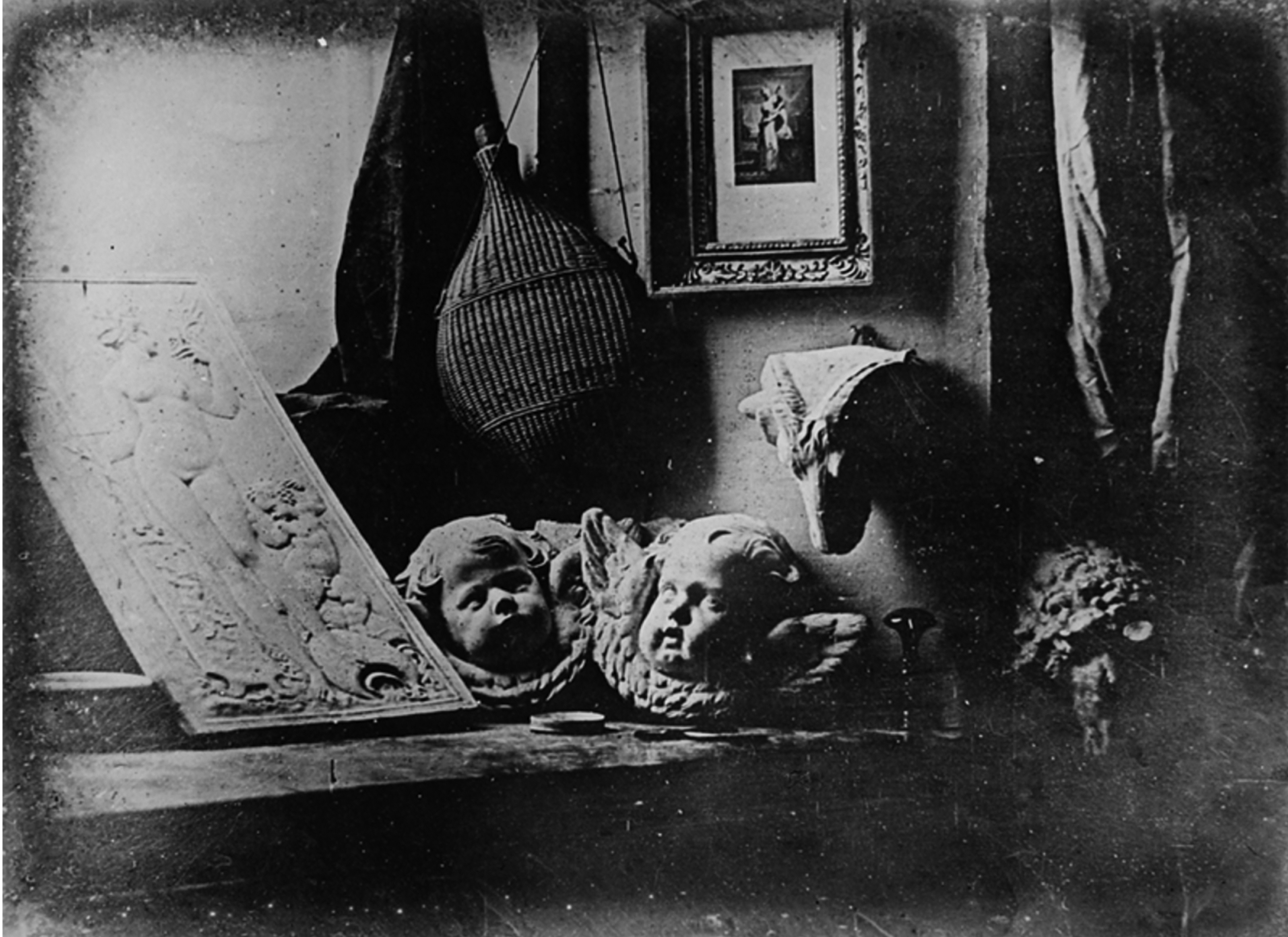
다게르가 1837년에 촬영한 정물 사진.

17세기경부터 유럽에 카메라 옵스쿠라가 유행하였는데, 렌즈를 통화한 빛이 반대쪽 면에 선명한 화상으로 맺히게 하는 장치였다. 이 장치는 풍경의 유람에 제공되고 풍경이나 초상의 포즈(pose)를 그리는 수단으로서 사용되고 있었다. 이 화상을 어떠한 방법으로서 정착시켜 기록하고자 하는 노력이 있었으나 1826년에 조제프 니세포르 니에프스가 금속판 위에 화상을 잡음으로써 세계에서 처음으로 화상의 정착에 성공하였다.
1831년에 루이 다게르는 옥화은판을 노출한 뒤 수은 증기에 쬠으로써 사진술의 기초원리를 발명하였다. 1837년에는 촬영, 현상, 정착의 프로세스를 완성하고 화상을 영구적으로 고정시켜 자기 스튜디오(studio)의 한 구석을 촬영하여 <예술가의 스튜디오>라 제목을 붙이고, 이 프로세스를 다게레오타이프라고 이름붙였다. 같은 무렵 영국에서는 윌리엄 폭스 탯벗이 니에프스나 다게르와 별개로 자연의 영상을 종이의 섬유 중에서 염화은을 만들어 레이스(Lace)나 깃뿌리를 밀착 현상했다. 명암이 반대로 음화로 되고, 이것을 원판으로 하여 몇 장이고 양화(陽畵)를 만들 수 있게 됐다. 1839년 8월 19일 파리 과학아카데미 회의에서 프랑수아 아라고가 다게레오타이프를 공식 발표하였다.
사진의 등장은 초상화를 그리던 화가들에게 큰 타격을 입혔고, 회화는 사진이 할 수 없는 것에 집중하게 되어, 인상주의의 등장에 영향을 미쳤다.

#### 인상주의

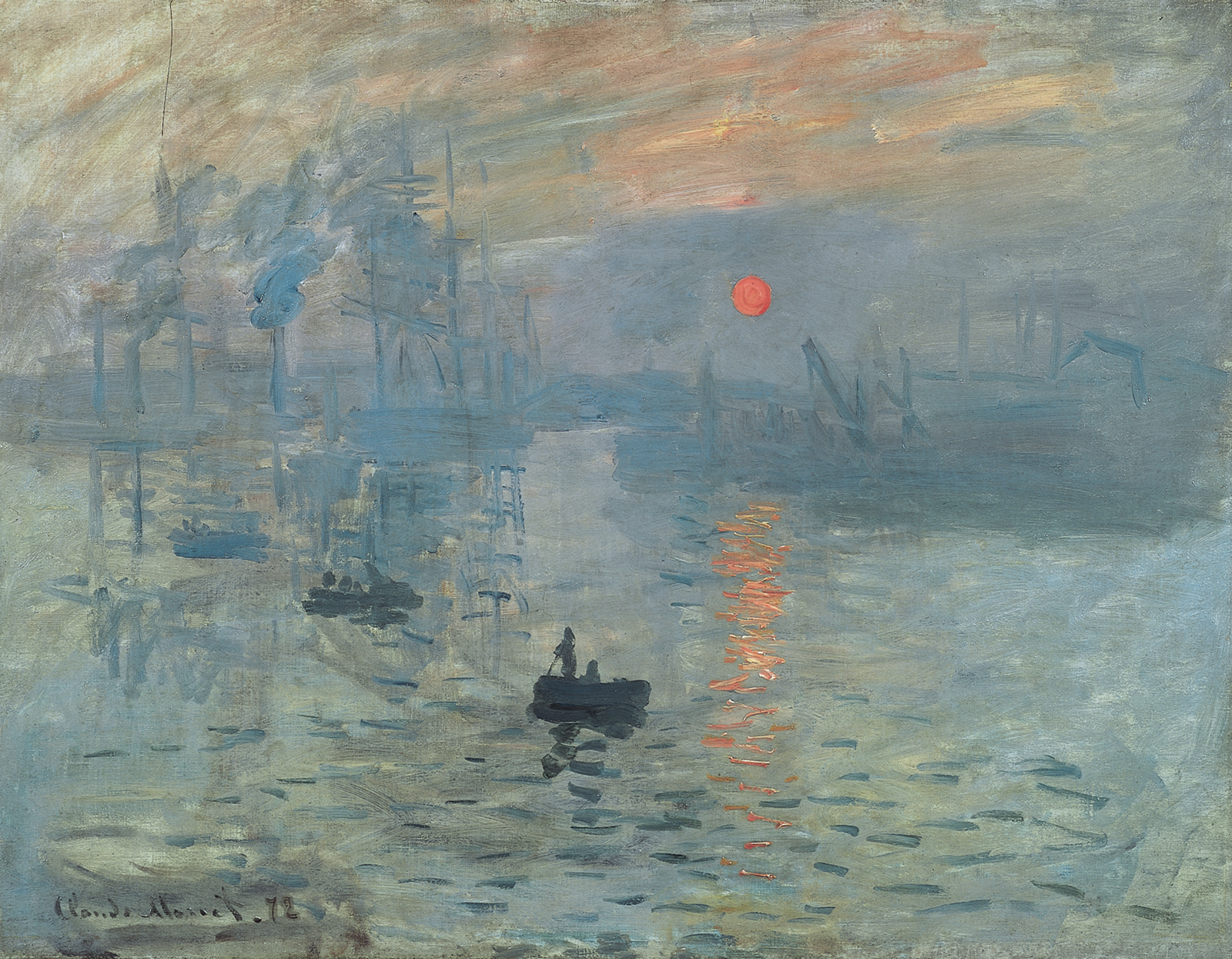
클로드 모네의 《인상, 해돋이》(Impression, Sunrise), 1872년

인상파는 1874년 4월에, 파리 카프신가의 전 나다르 사진관을 회장으로 하여 첫 번째 전시회를 열었다. 피사로, 모네, 시슬레, 드가, 세잔, 르누아르, 모리조, 기요맹 등이 모인 화가·조각가·판화가 무명 협회전이라는 것이었는데, 회장에 우연히 모네의 ⟪인상, 해돋이⟫라고 명명한 작품이 있어, 그것을 들어 잡지 ⟪샤리바리⟫의 비평가 르로아가 그저 인상을 그리는 일당(一黨)이라는 데에서, 인상파라고 야유한 연유로 인하여 그 이름이 널리 퍼졌다. 그 인상파는 1886년 제8회전까지 계속되는데, 최초에는 압도적인 매도로 시작하였으나, 이윽고 고갱이나 고흐도 참가했다. 19세기 말기에는, 살롱 화가에도 앵그르 시대의 단정함과 위엄이 결여되고, 틀에 박힌 관념에서 차갑고 깨끗이 그릴 뿐 완전히 막다른 곳에 부딪치고 있었다. 인상파는 그 교착 상태에 활로를 열어 참신성을 주입하고, 회화는 그것을 계기로 하여 급속도로 현대로 향했다.

#### 표현주의

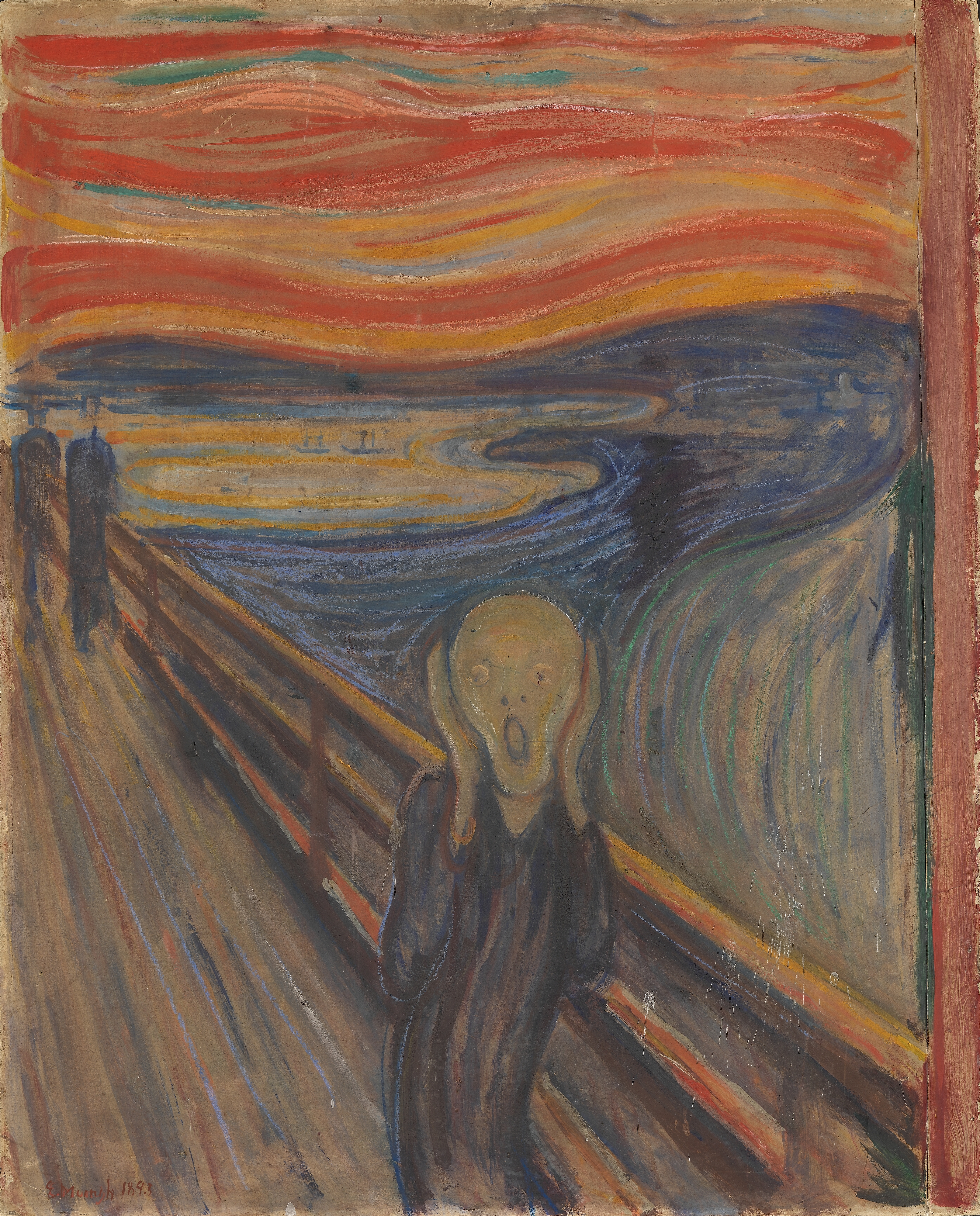
에드바르 뭉크, 《절규》, 1893년. 이 작품은 20세기 표현주의에 영향을 주었다.

20세기 전반 독일을 중심으로 주관 표출을 목표로 하는 전위적 예술 운동인 표현주의가 발생하였다. 독일 표현주의 운동은 나비파와 접촉이 있던 노르웨이 화가인 뭉크처럼 뛰어난 선구자 이외에도 독일의 향토 예술과 정감적인 자연파, 세기말의 미술에서 선구자를 가졌으며, 또한 16세기로 소급하는 독일 미술의 전통 중에서도 풍부한 영양을 섭취한 것이었다.
독일 표현주의의 최초의 그룹은 1905년 드레스덴 고등공업학교 건축과 학생들로 결성된 '브뤼케'였다. 1909년 뮌헨에서 '신예술가동맹(Neue Künstlervereinigung München)'이 탄생하여 인상주의를 신봉하는 분리파인 구세대에 대항할 새로운 세력을 결집하였다. 더욱 1911년 신예술가동맹에서 새로이 '블라우에 라이터' 그룹이 파생하였다. 이 그룹은 다분히 낭만적인 성격을 가지고 있는 '제예술(諸藝術)의 통합'을 이념으로 내건 모임이었으며 이런 의미에서 뒤의 '바우하우스' 운동을 선취하는 것이다.

#### 20세기 이후

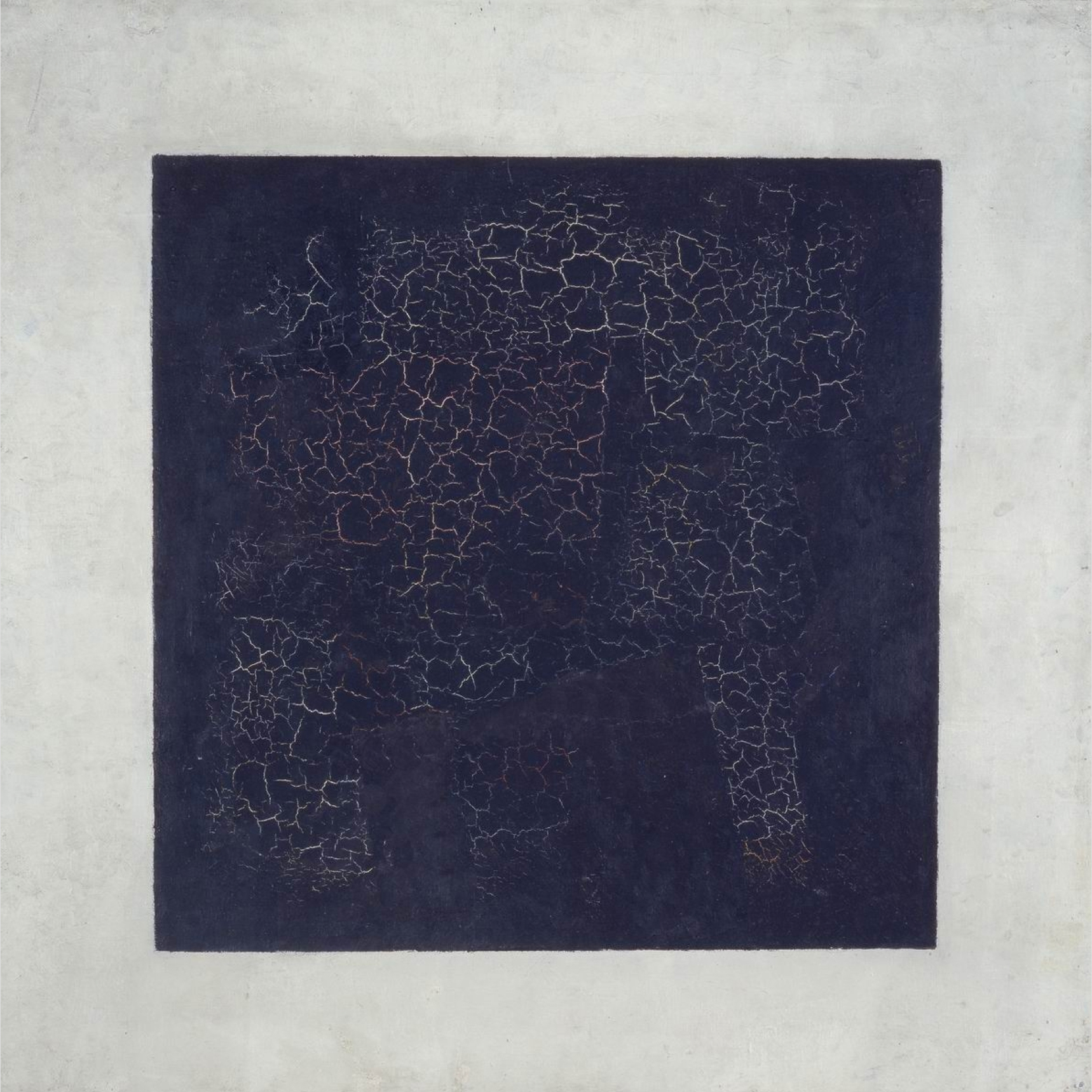
카지미르 말레비치, ⟪검은 사각형⟫, 1915년, 린넨에 유화, 79.5 x 79.5 cm.

유럽에 있어서의 19세기까지의 미술전통은 한마디로 사실주의 미학을 바탕으로 하는 것이었다. 또한 이 사실주의란 다름 아닌, 현실 내지는 자연의 충실한 재현(再現)을 의미하는 것이었다. 르네상스 이래 미술의 유일한 규범으로 간주되어 오던 이 사실주의 전통에 대한 반기를 들고 20세기 미술은 새로운 조형적 질서를 창조하기 위해 조급한 모색을 거듭하였거니와 한편에서는 순수한 형태의 조형성을, 또 한편에서는 색채의 독자적인 표현력을 제각기 추구하면서 끝내 반(反)사실주의의 절정인 추상 미술에 도달하였다. 그러나 또 한편에서는 사실주의 전통과 쌍벽을 이루는 또 하나의 유럽정신의 기틀, 즉 합리주의 정신에 대한 반항도 또한 20세기를 특징짓는 요인의 하나로서 나타나며, 그러한 움직임의 가장 획기적인 표명으로서 우리는 다다이슴과 쉬르레알리슴을 들 수 있다.
제2차 세계 대전을 고비로 전후 미술은 20세기 후반으로 접어들면서 더 한 층 과격한 미학적인 모험과 실험을 거듭하고 있다. 그 가열된 소용돌이는 우선은 앵포르멜 미술과 액션 페인팅의 등장으로 전쟁 이전의 고전적 추상미학에 종지부를 찍음으로써 비롯되어, 연이어 상극(相克)과 초극(超克)의 눈부신 변천은 오늘에 이르기까지 계속되고 있다. 그리고 이 전후의 동향은 전전의 '이즘' 중심의 미술 운동과 달리 '아트(art)'의 명칭을 앞세우고 있다. 이를테면 팝 아트, 옵 아트를 필두로 하여 키네틱 아트와 라이트 아트, 또는 정크 아트, 그리고 오늘날의 개념 미술(conceptual art) 등이 그 대표적인 경우이다.

## 쓰이는 재료에 따른 그림의 분류
- 유화
- 수채화
- 프레스코
- 동판화
- 석판화
- 목판화
- 모자이크
- 벽화

### 대상 및 기교에 따른 그림의 분류
- 정물화
- 산수화
- 인물화
- 데생

## 서양미술의 시대별 분류 및 대표 화가

### 르네상스

#### 초기 르네상스
- 마사치오
- 산드로 보티첼리

#### 중기 르네상스
- 레오나르도 다 빈치
- 미켈란젤로 부오나로티
- 조르조네
- 티치아노 베첼리오
- 조르지오 바사리
- 라파엘로 산치오

#### 후기 르네상스
- 알브레히트 뒤러
- 마티아스 그뤼네발트
- 히에로니무스 보스
- 안니발 카라치
- 라비니아 폰타나
- 피터르 브뤼헐 더 아우더

#### 매너리즘
- 브론치노
- 폰토르모
- 엘 그레코
- 파르미자니노

#### 바로크
- 카라바조
- 디에고 벨라스케스
- 피터르 파우얼 루번스
- 렘브란트
- 아르테미시아 젠틸레스키
- 귀도 레니

### 로코코
- 장바티스트시메옹 샤르댕
- 장앙투안 와토
- 장오노레 프라고나르
- 엘리자베스 루이 비제 르 브룬

### 근세 미술

#### 신고전주의
- 자크 루이 다비드
- 안토니오 카노바
- 도미니크 앵그르

#### 낭만주의
- 프란시스코 고야
- 외젠 들라크루아
- 윌리엄 블레이크

#### 상징주의
- 귀스타브 모로

#### 아카데미시즘
- 윌리엄 아돌프 부그로

### 근대 미술

#### 사실주의
- 귀스타브 쿠르베
- 장 프랑수아 밀레

#### 인상주의
- 폴 세잔
- 카미유 피사로
- 폴 고갱
- 빈센트 반 고흐
- 오귀스트 르누아르
- 에드가 드가
- 에두아르 마네
- 클로드 모네
- 툴루즈 로트렉
- 메리 카사트
- 베르트 모리조

#### 표현주의

##### 분리파
- 구스타브 클림트
- 테오 반 되스버그

##### 야수파
- 앙리 마티스
- 조르주 브라크

##### 청기사파
- 바실리 칸딘스키

##### 그 외
- 에드바르드 뭉크
- 피트 몬드리안

#### 큐비즘
- 조르즈 브라크
- 파블로 피카소

#### 다다이즘
- 마르셀 뒤샹

#### 초현실주의
- 살바도르 달리
- 프리다 칼로

#### 팝 아트
- 앤디 워홀
- 로이 리히텐슈타인

## 같이 보기
- 미술사 연표

## 참고자료
- Honour, Hugh and John Fleming, The Visual Arts: A History. 2005년. Person Edcation, Inc., Upper Saddle River, New Jersey. ISBN 0-13-193507-0
- 이 문서에는 다음커뮤니케이션(현 카카오)에서 GFDL 또는 CC-SA 라이선스로 배포한 글로벌 세계대백과사전의 내용을 기초로 작성된 글이 포함되어 있습니다.